# Biserica reformată din Abud

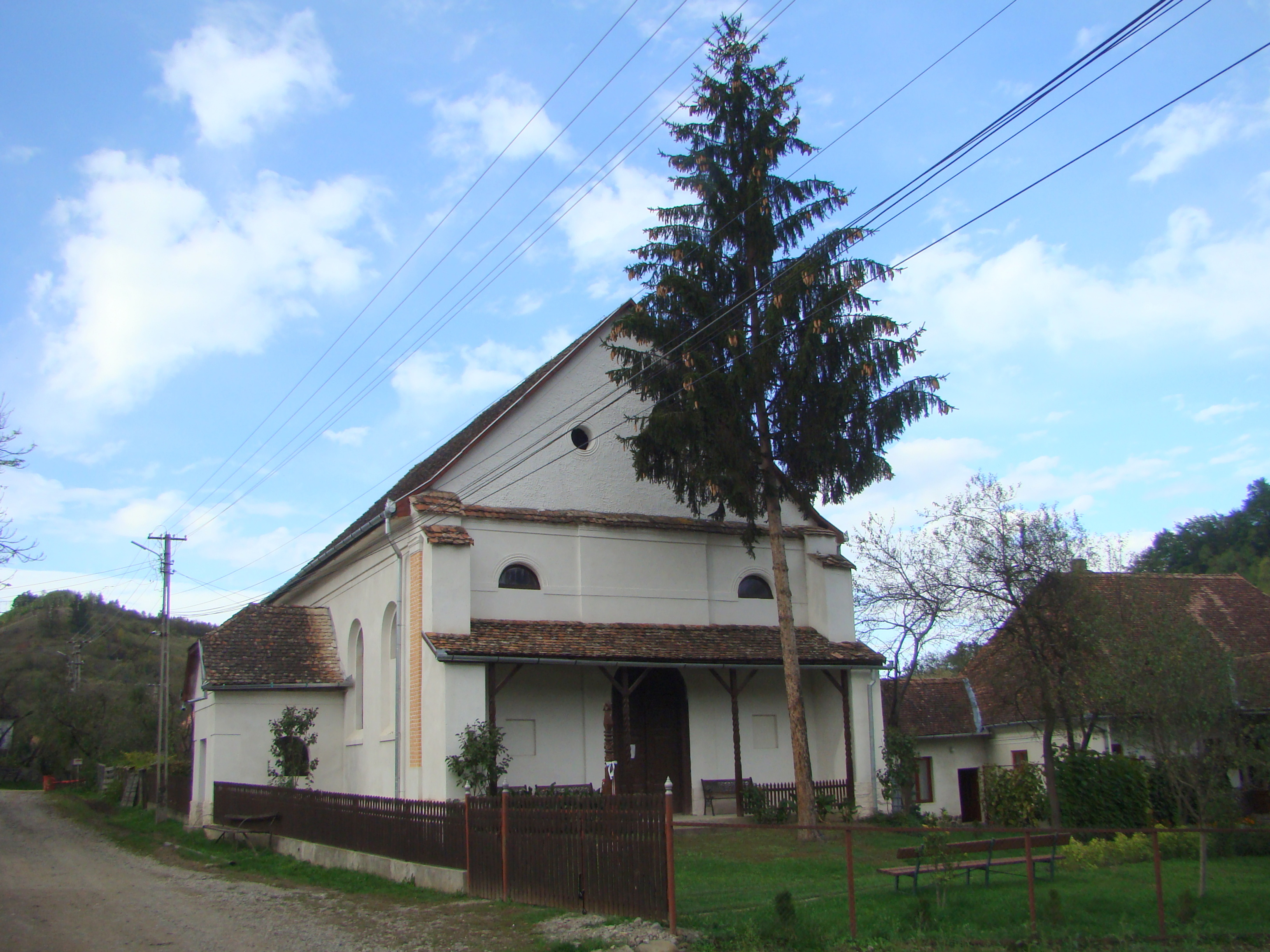
Biserica reformată din Abud (octombrie 2020)

Biserica reformată din Abud, comuna Ghindari, județul Mureș, datează de la sfârșitul secolului  al XIX-lea (1897). Este un monument reprezentativ pentru bisericile reformate de pe valea Târnavei Mici.

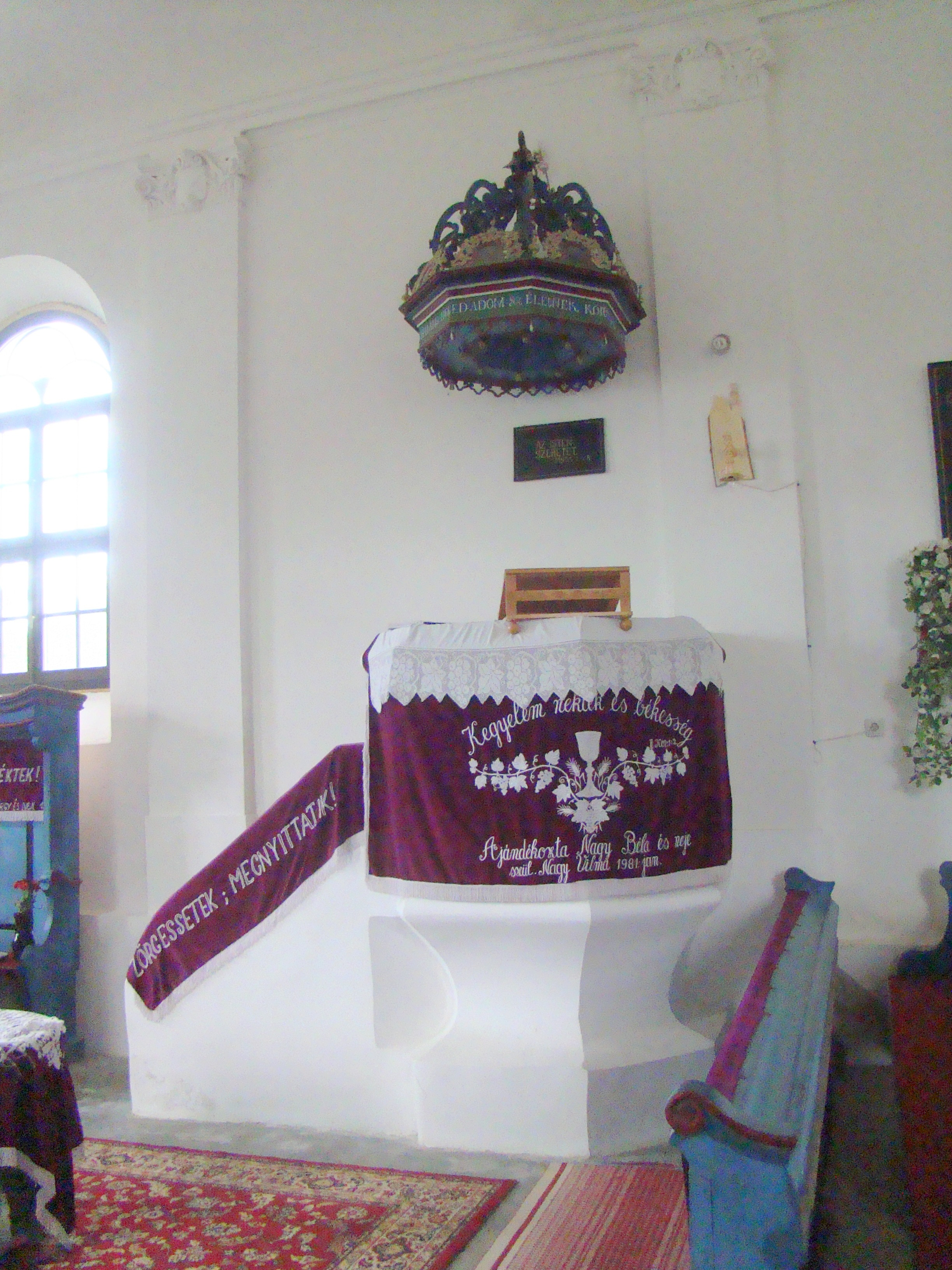
Amvonul

## Localitatea
Abud este un sat în comuna Ghindari din județul Mureș, Transilvania, România. Menționat pentru prima oară în 1567, cu denumirea  Abod.

## Biserica
Credincioșii catolici medievali au trecut la calvinism în timpul Reformei. Nu există informații despre existența unei biserici medievale în așezare. Până în 1768 a fost o filie a parohiei Ghindari, iar de atunci este parohie de sine stătătoare. Actuala biserică reformată a satului a fost construită în anul 1897. Turnul său, avariat în timpul celui de-al doilea război mondial, a fost demolat din motive de securitate. Clopotnița separată a fost construită în anul 1952. Congregația parohiei numără în prezent 165 de suflete.

### Exterior

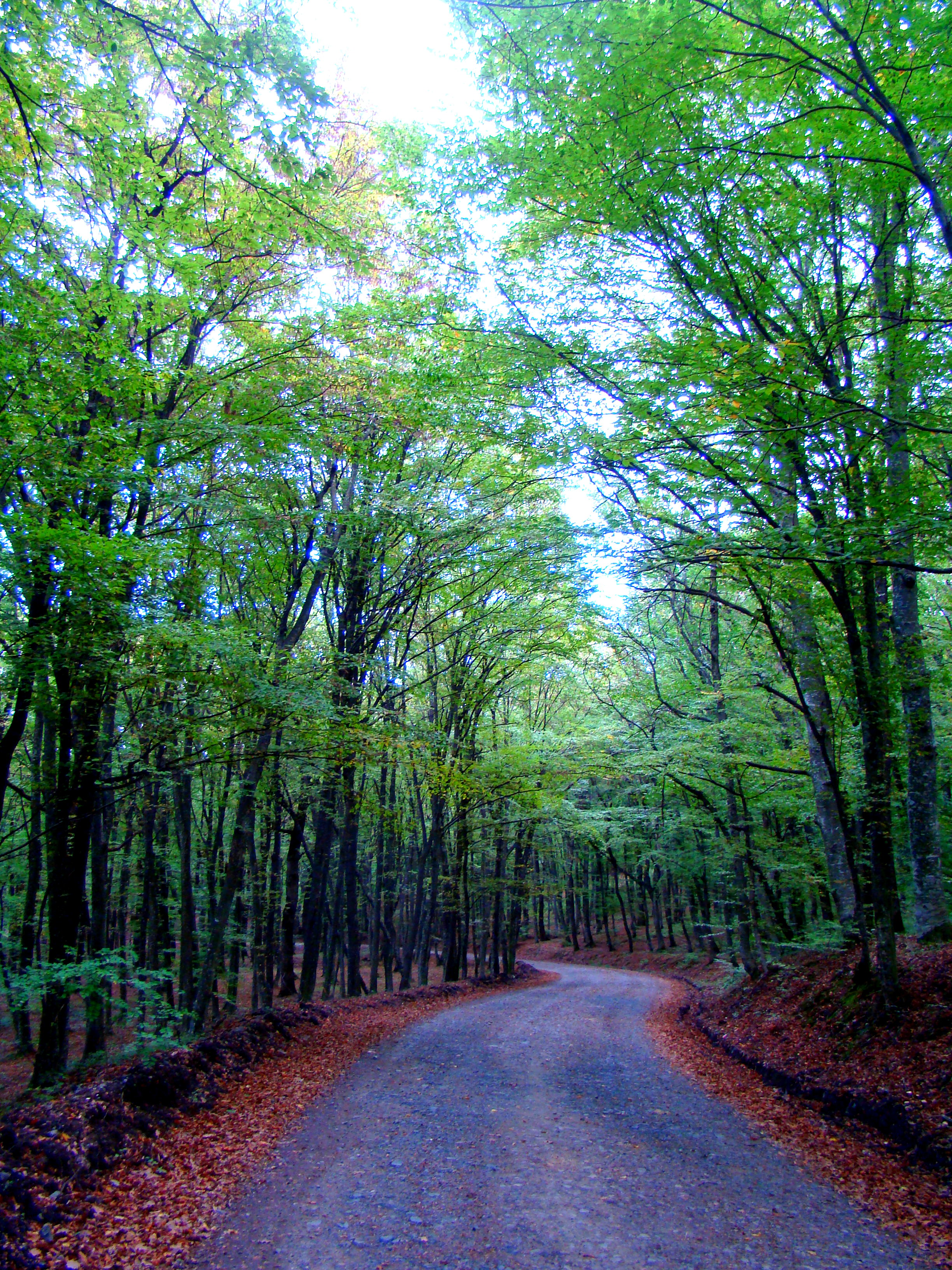
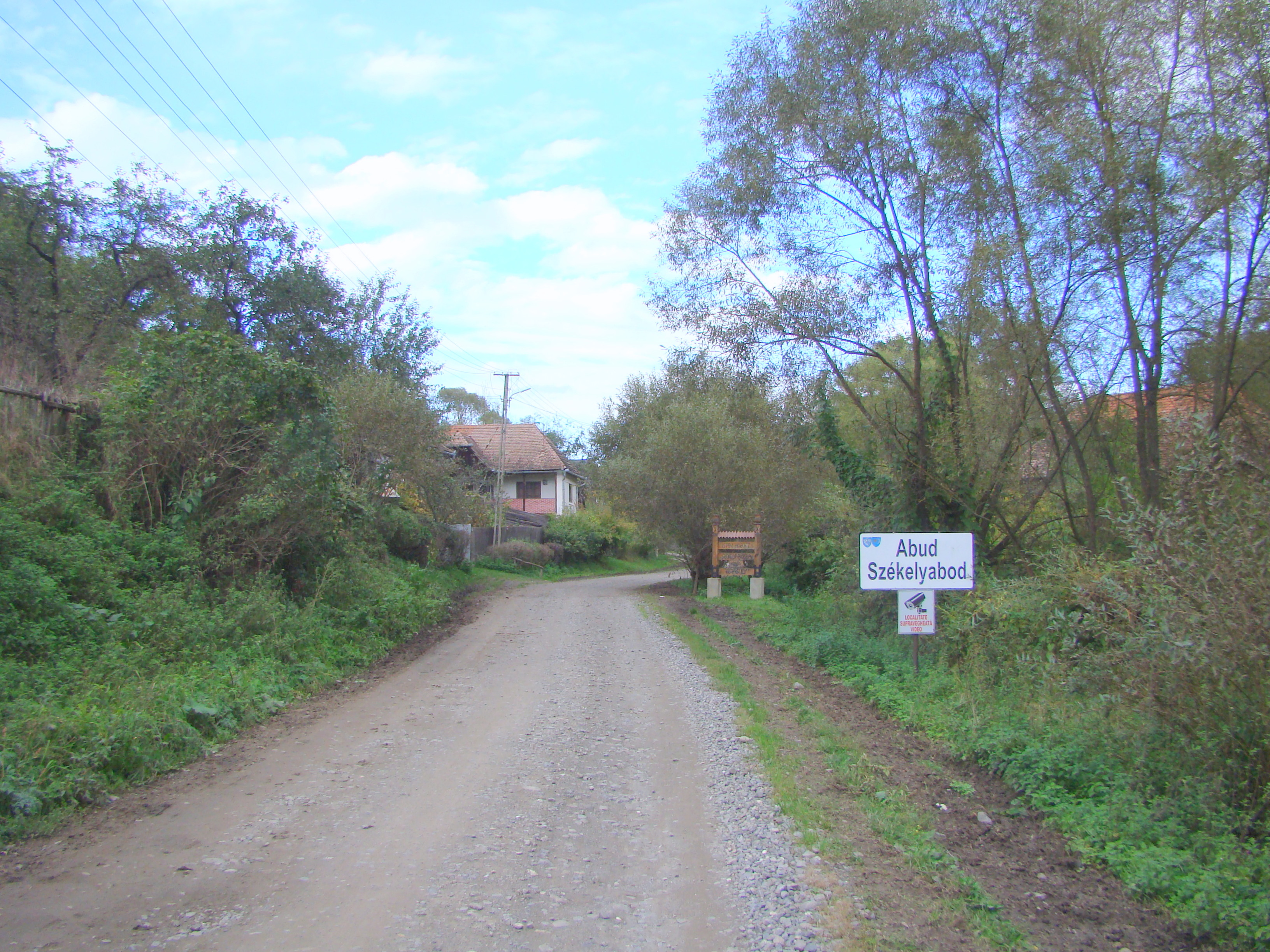
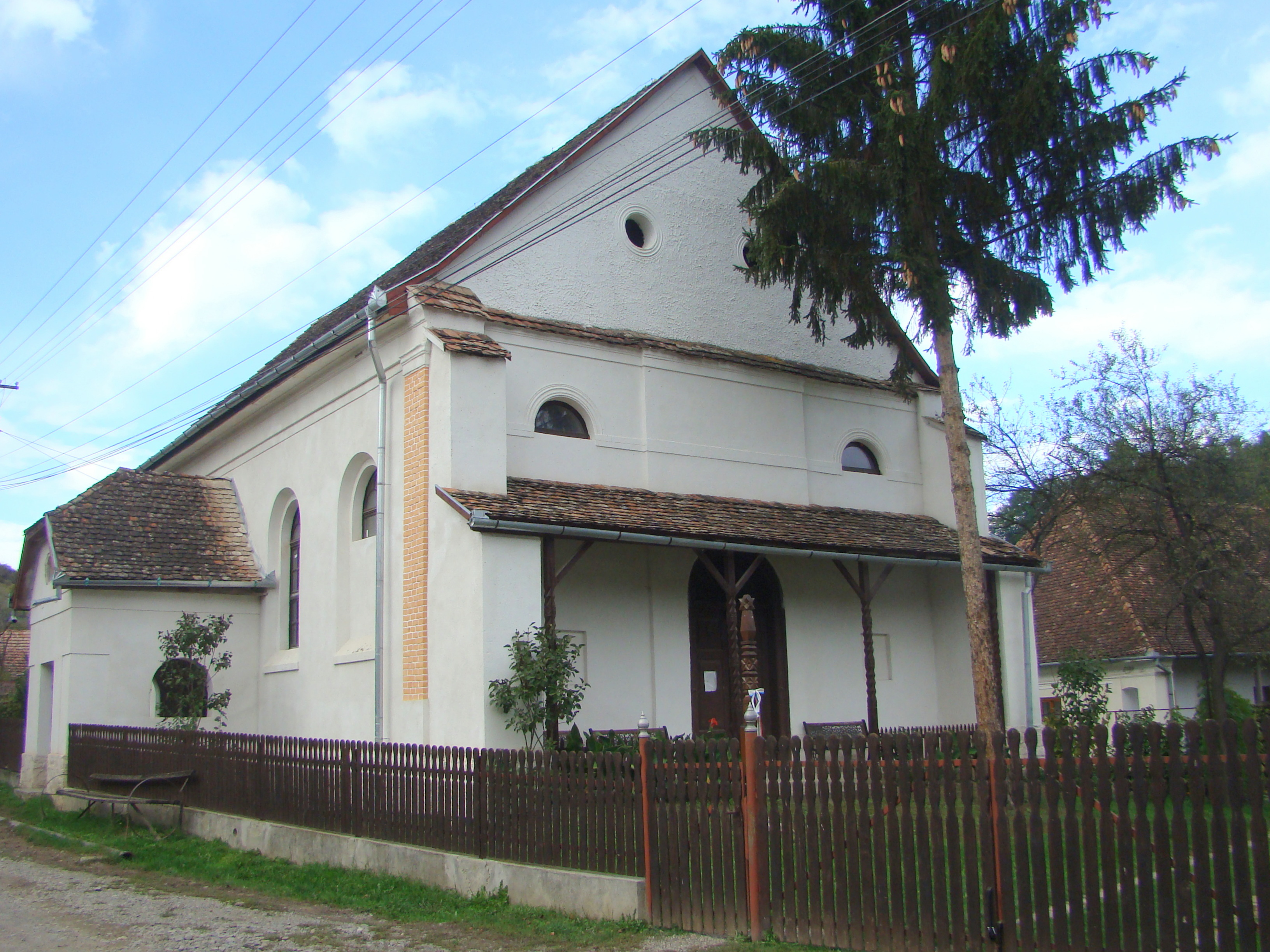
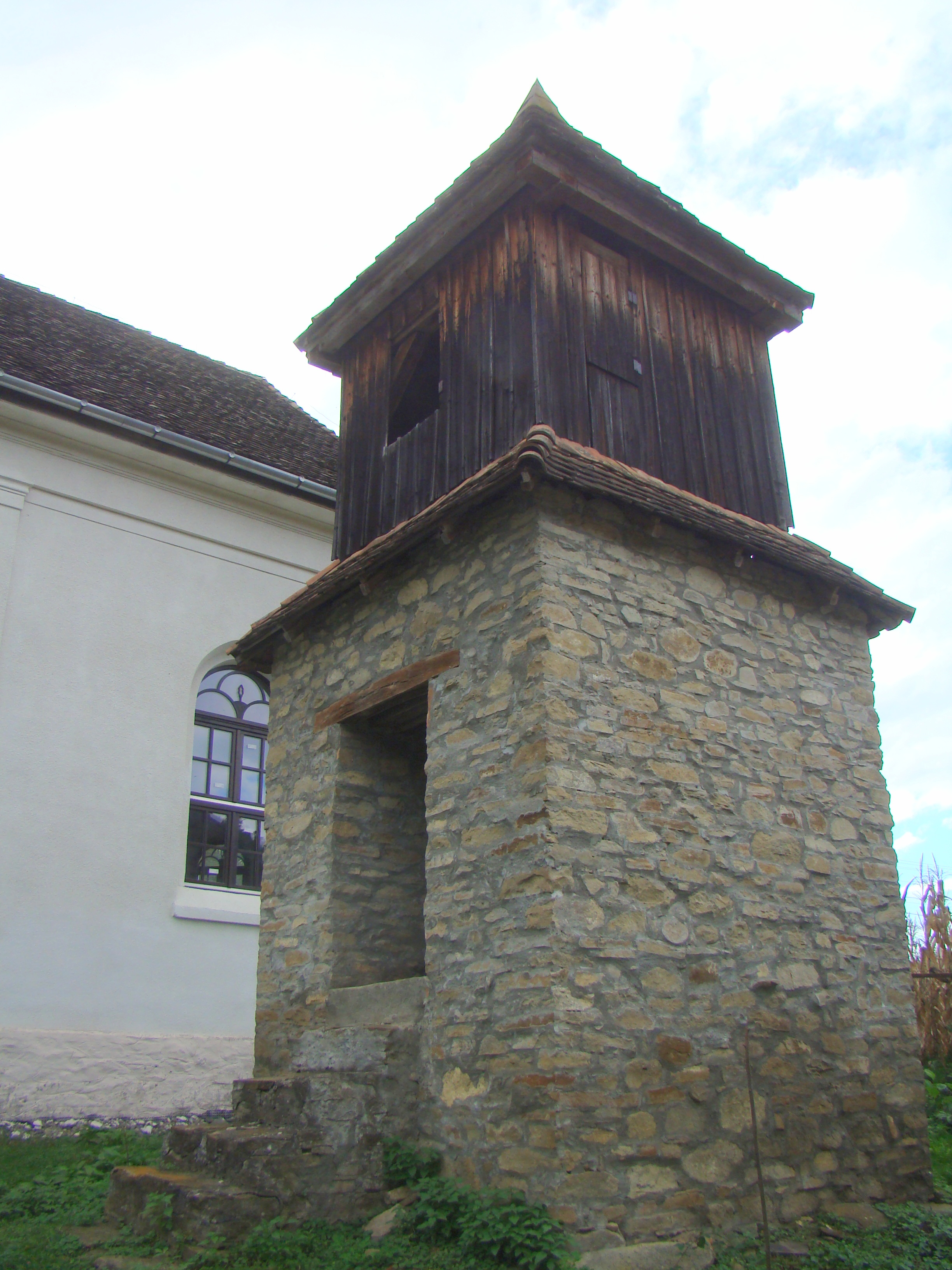
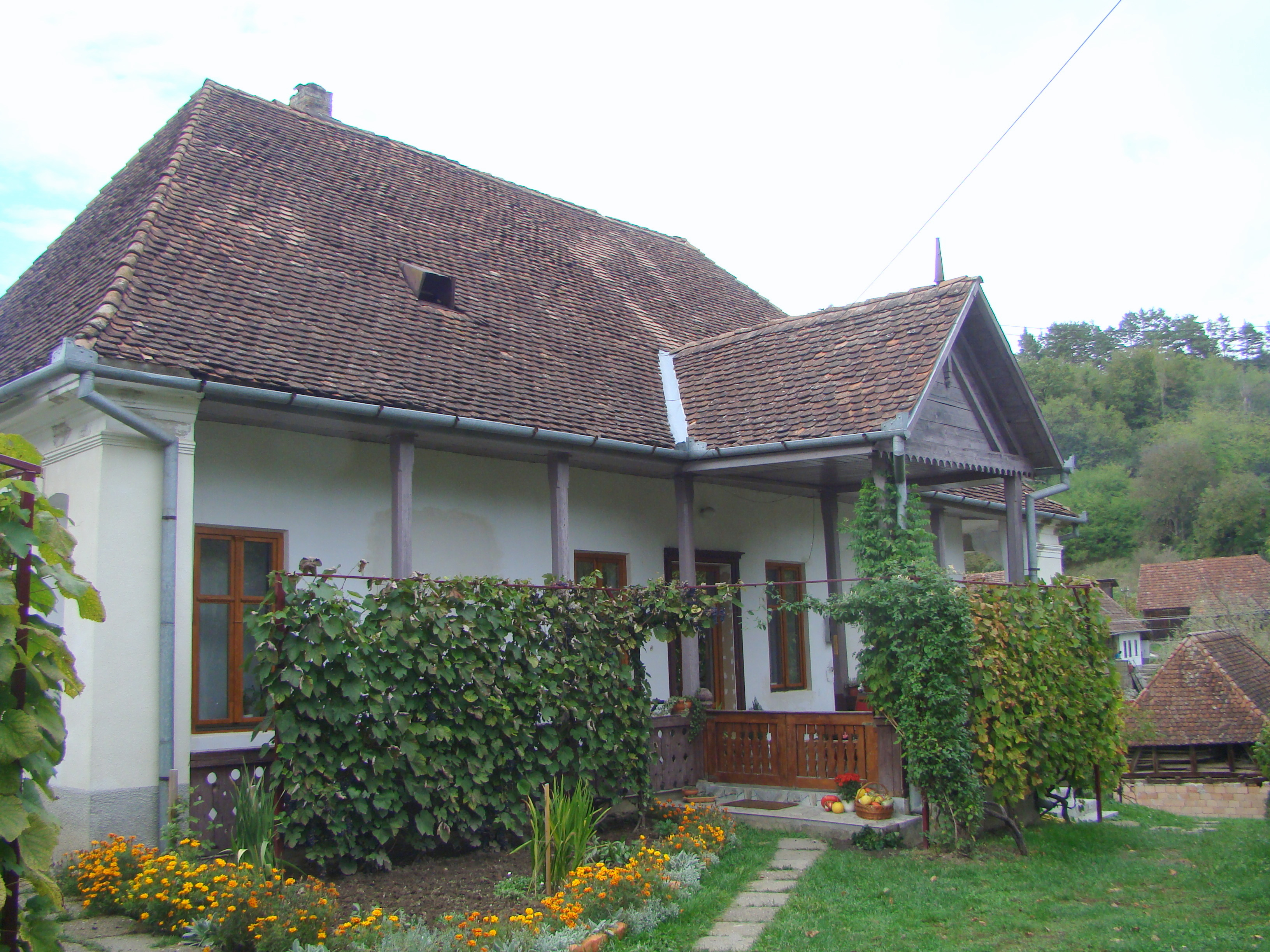
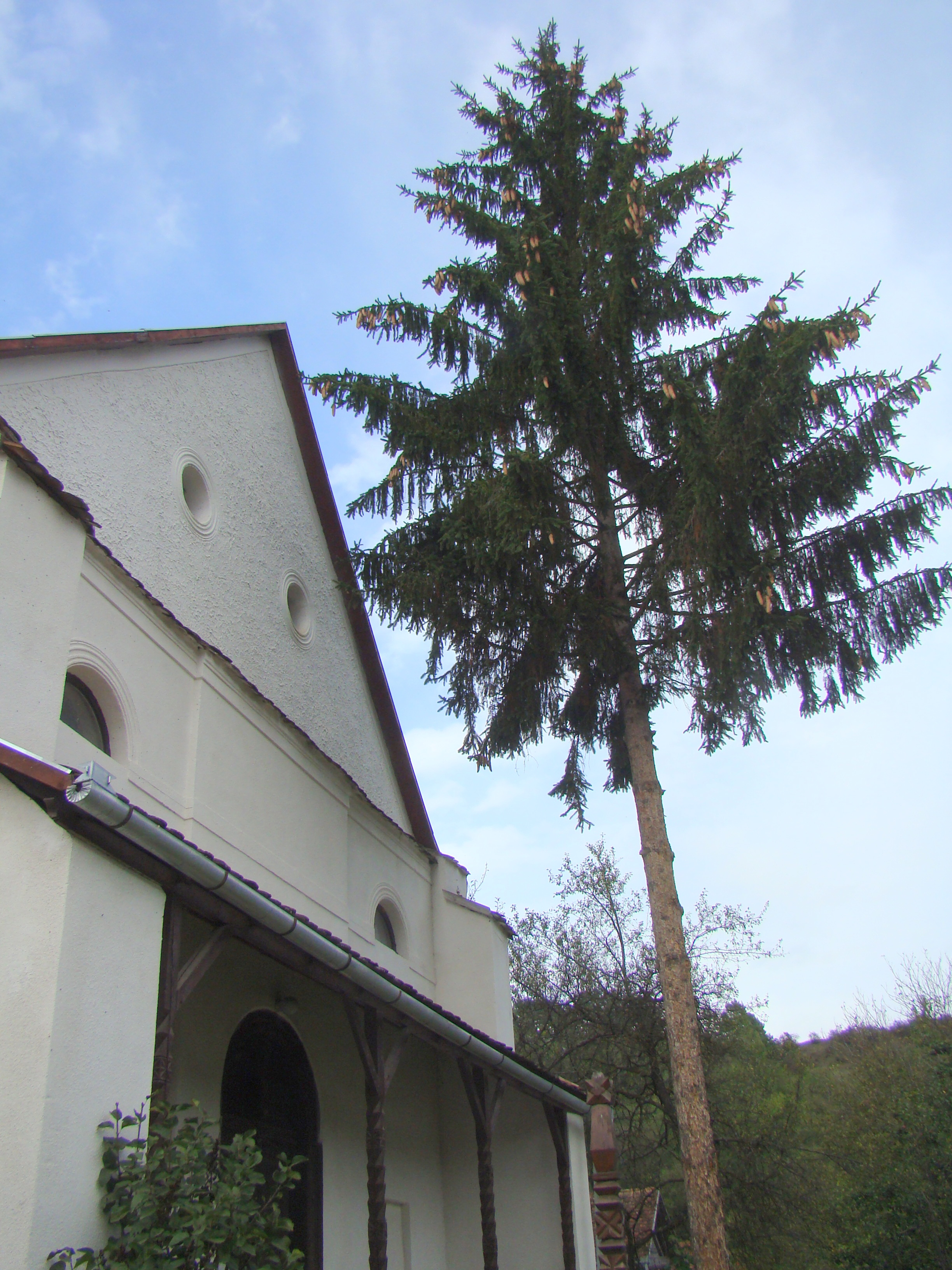
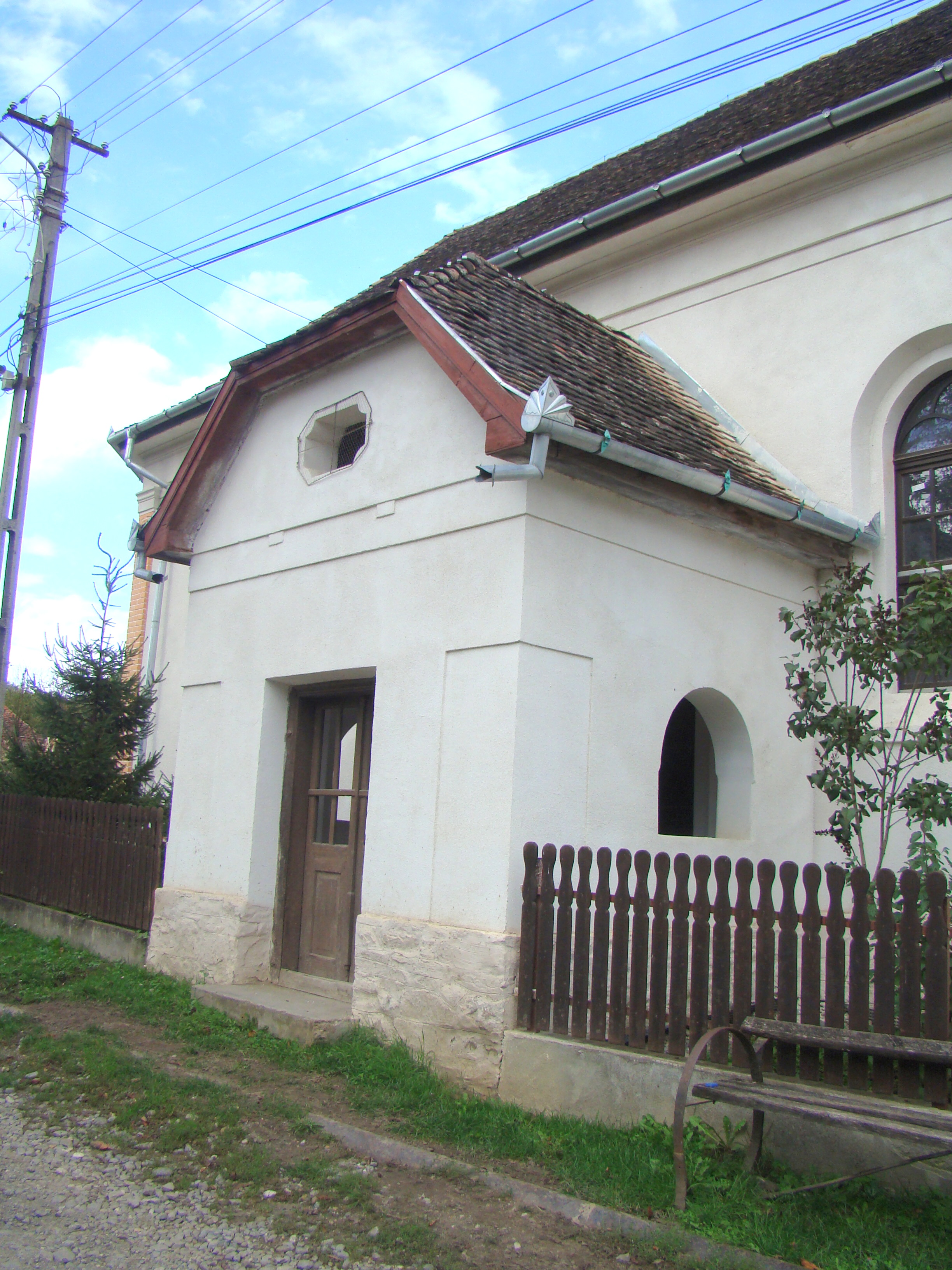
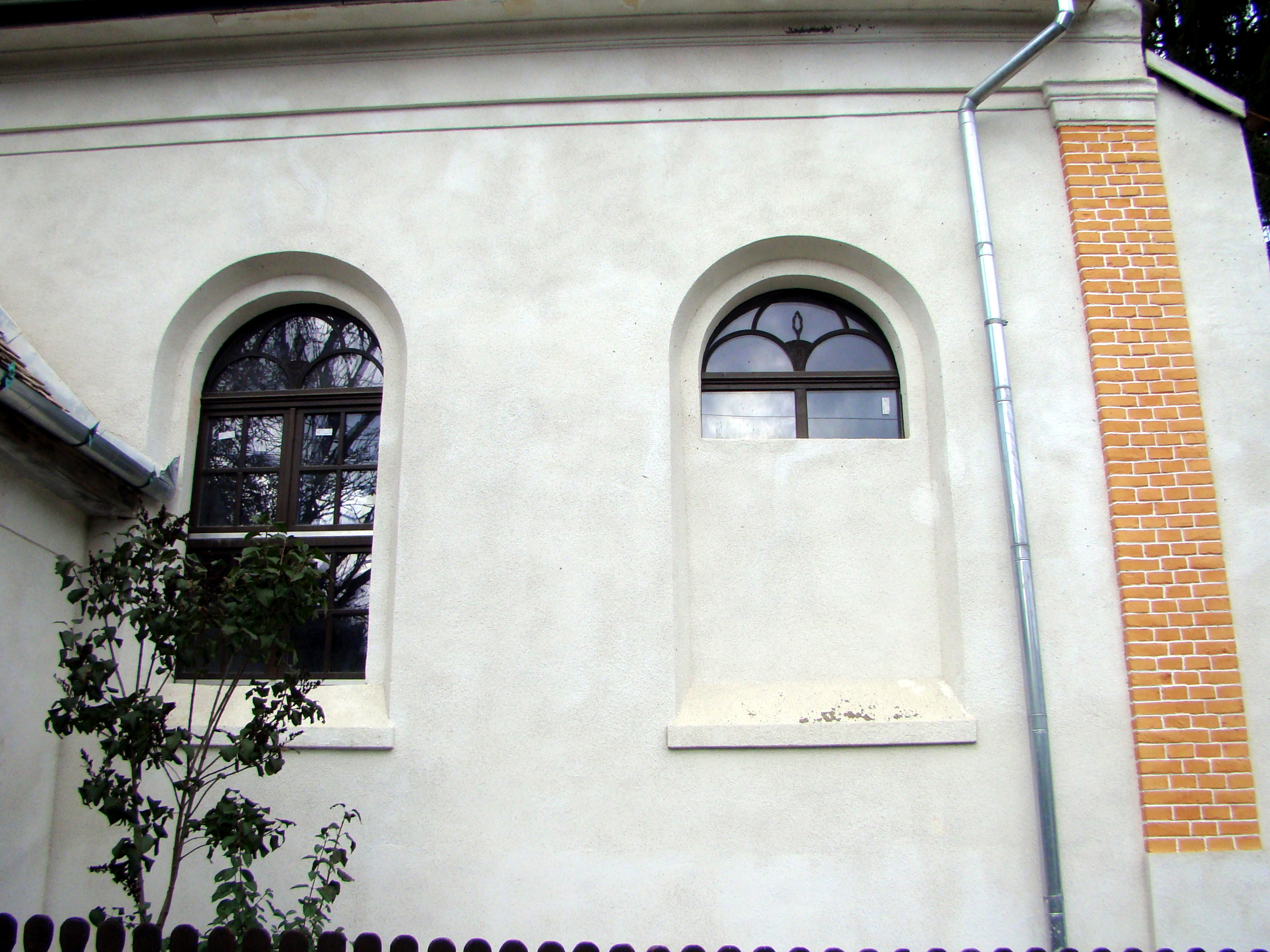
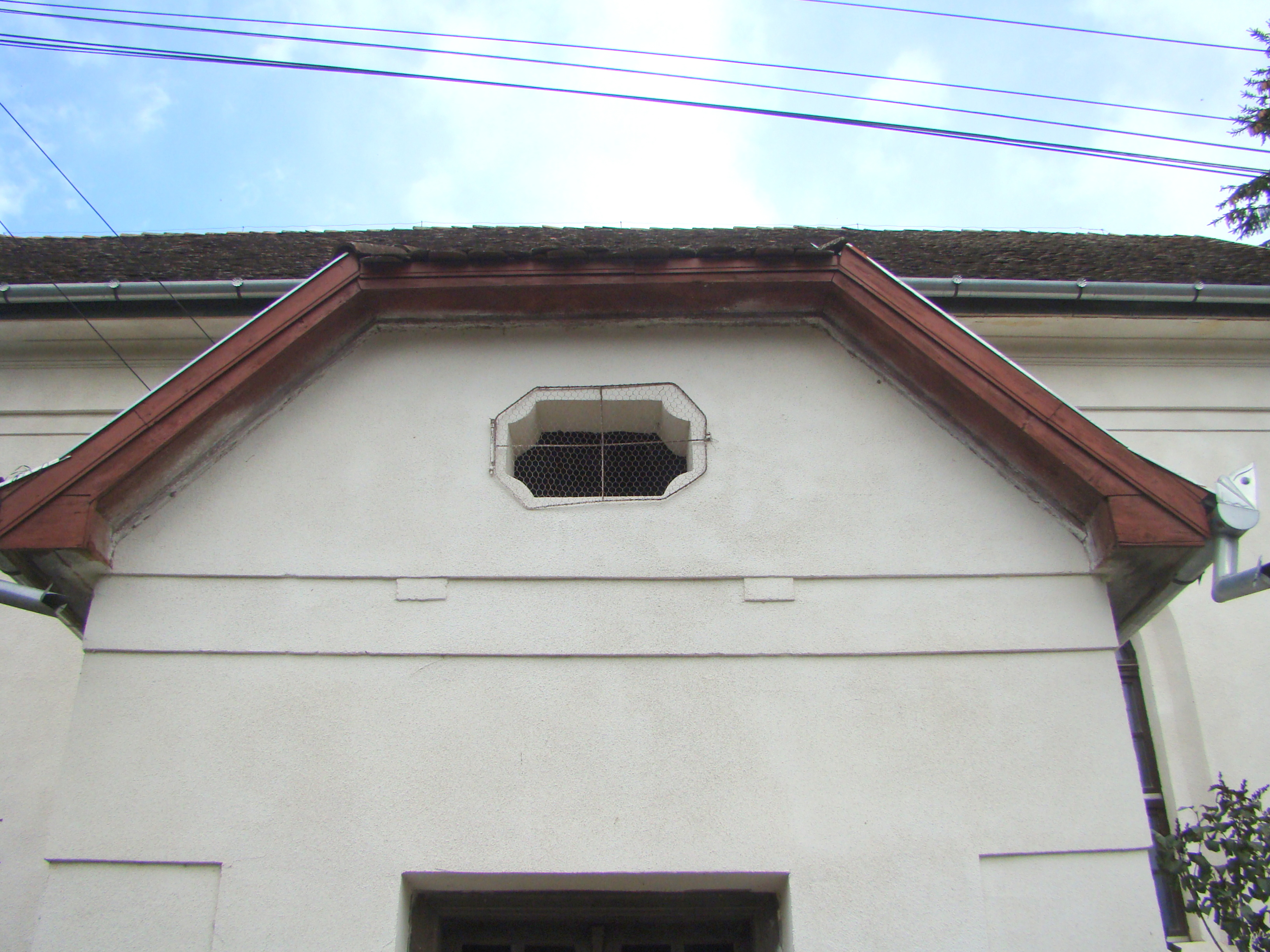
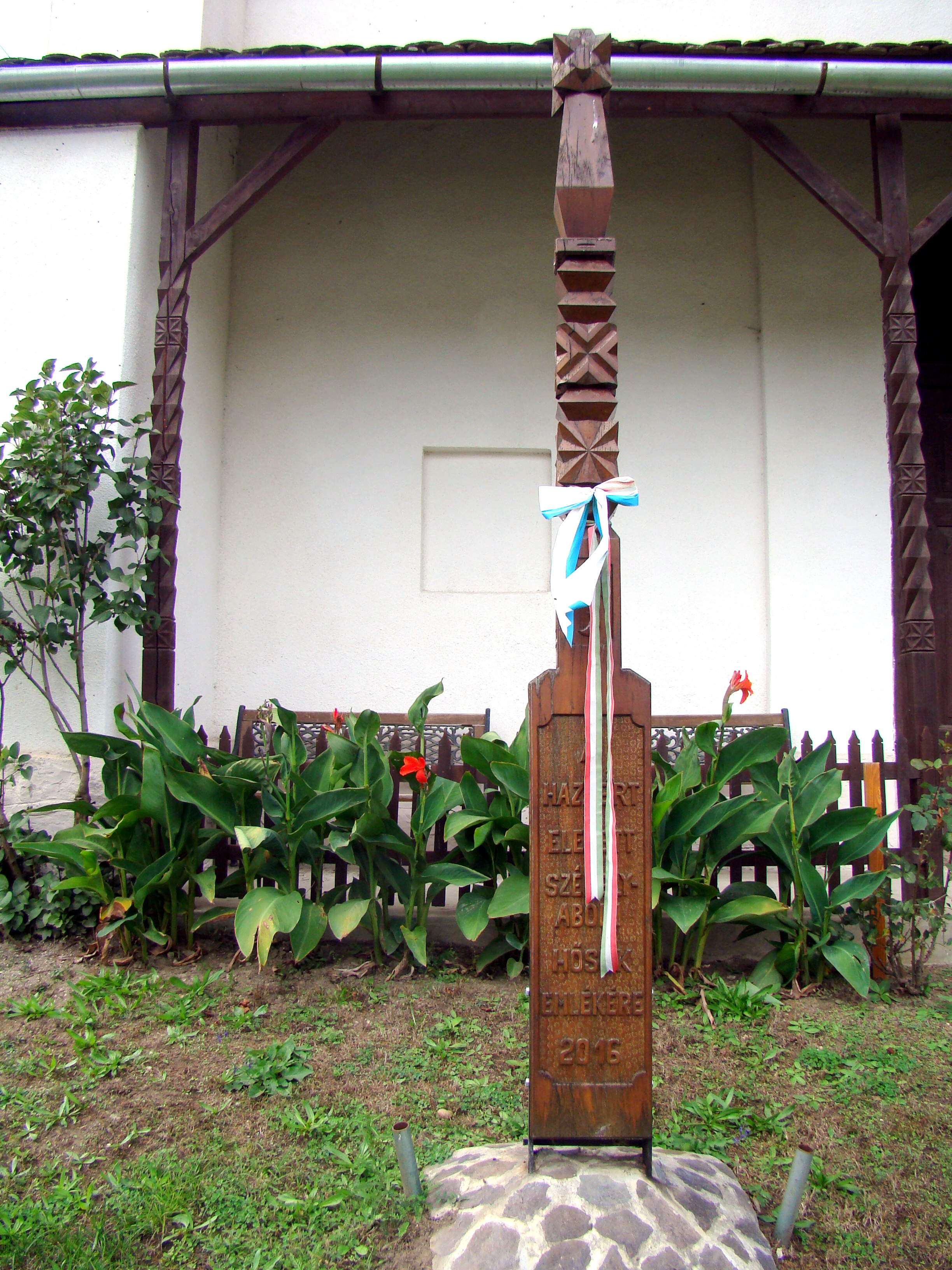
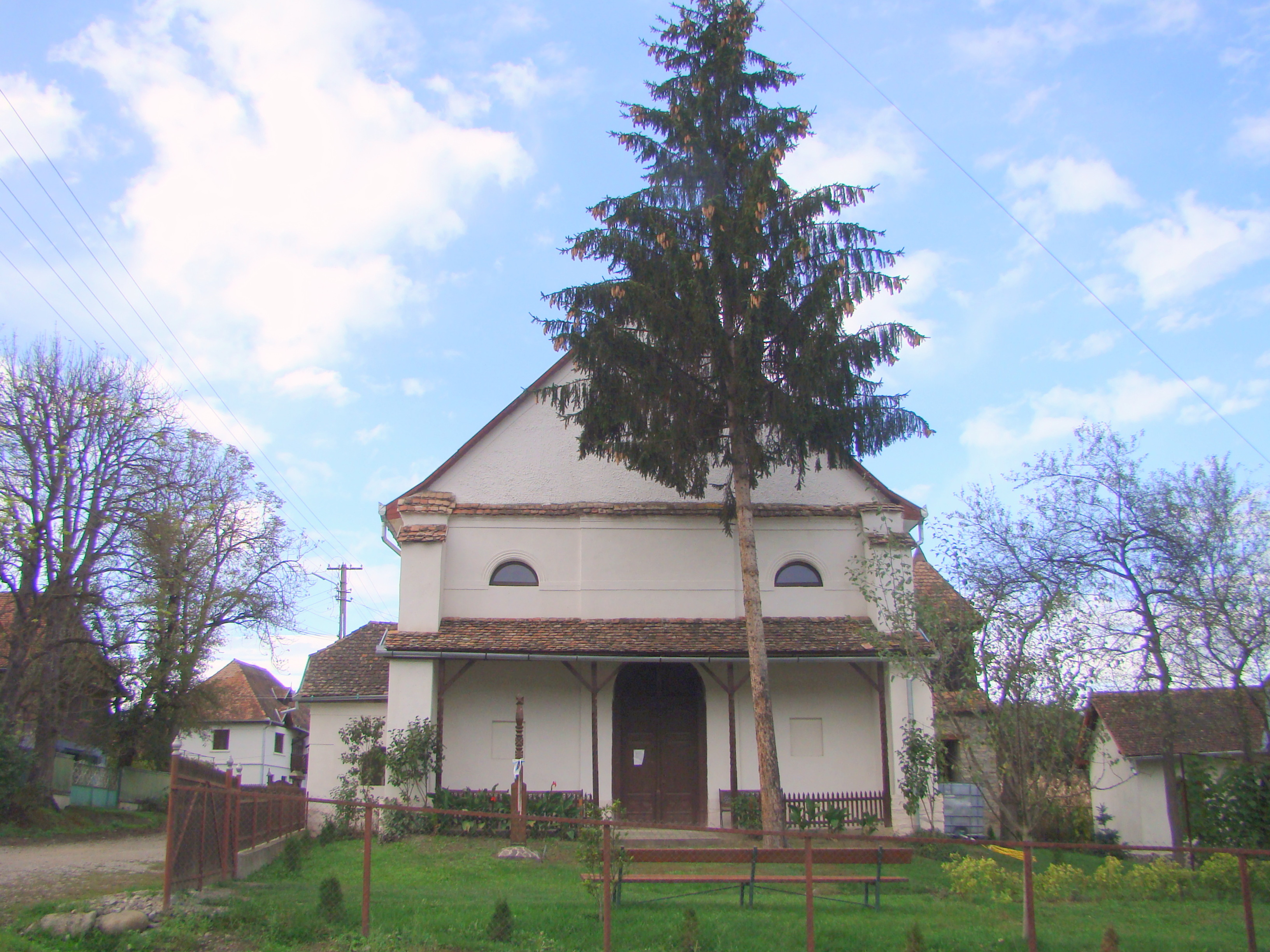
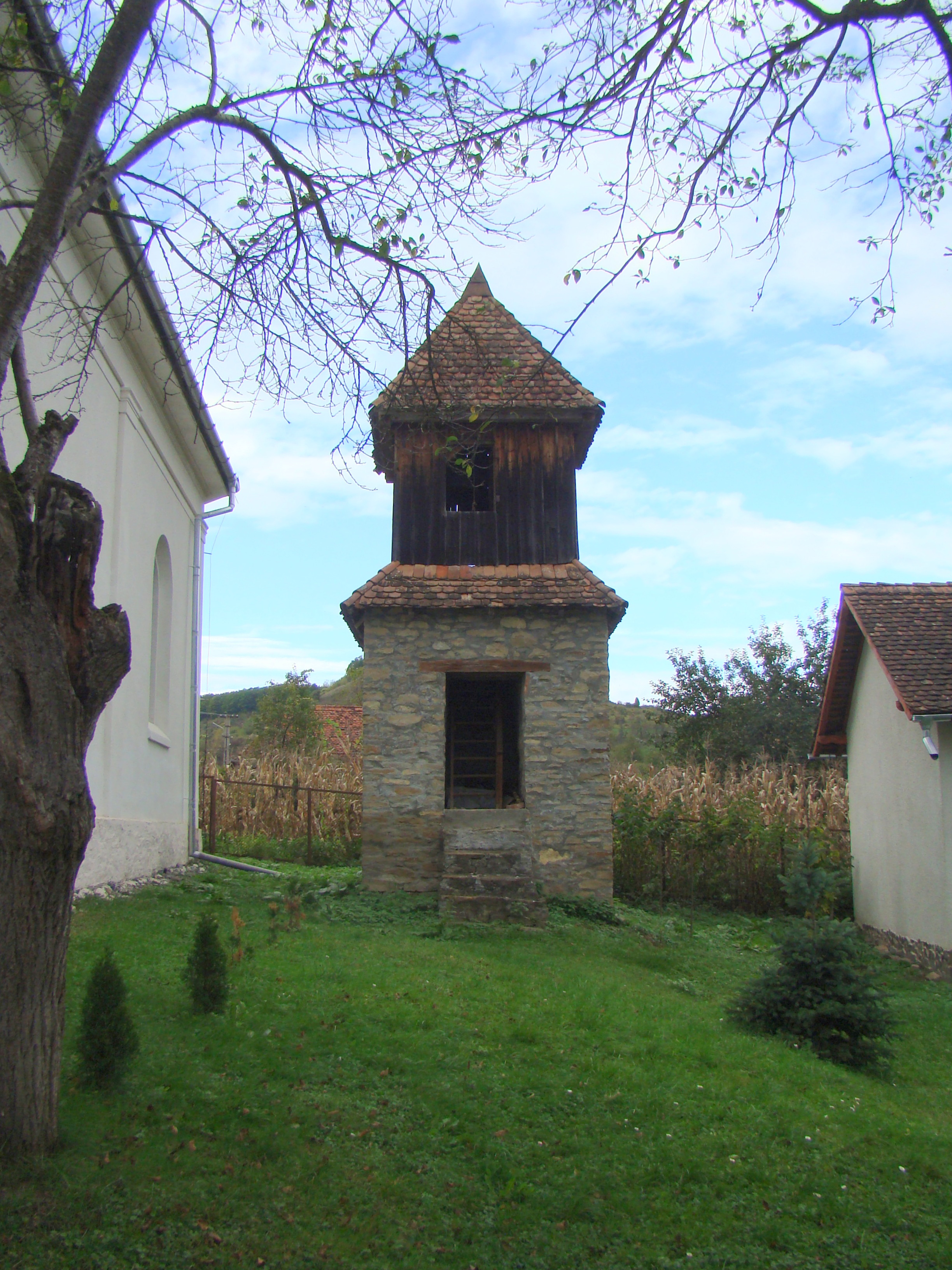
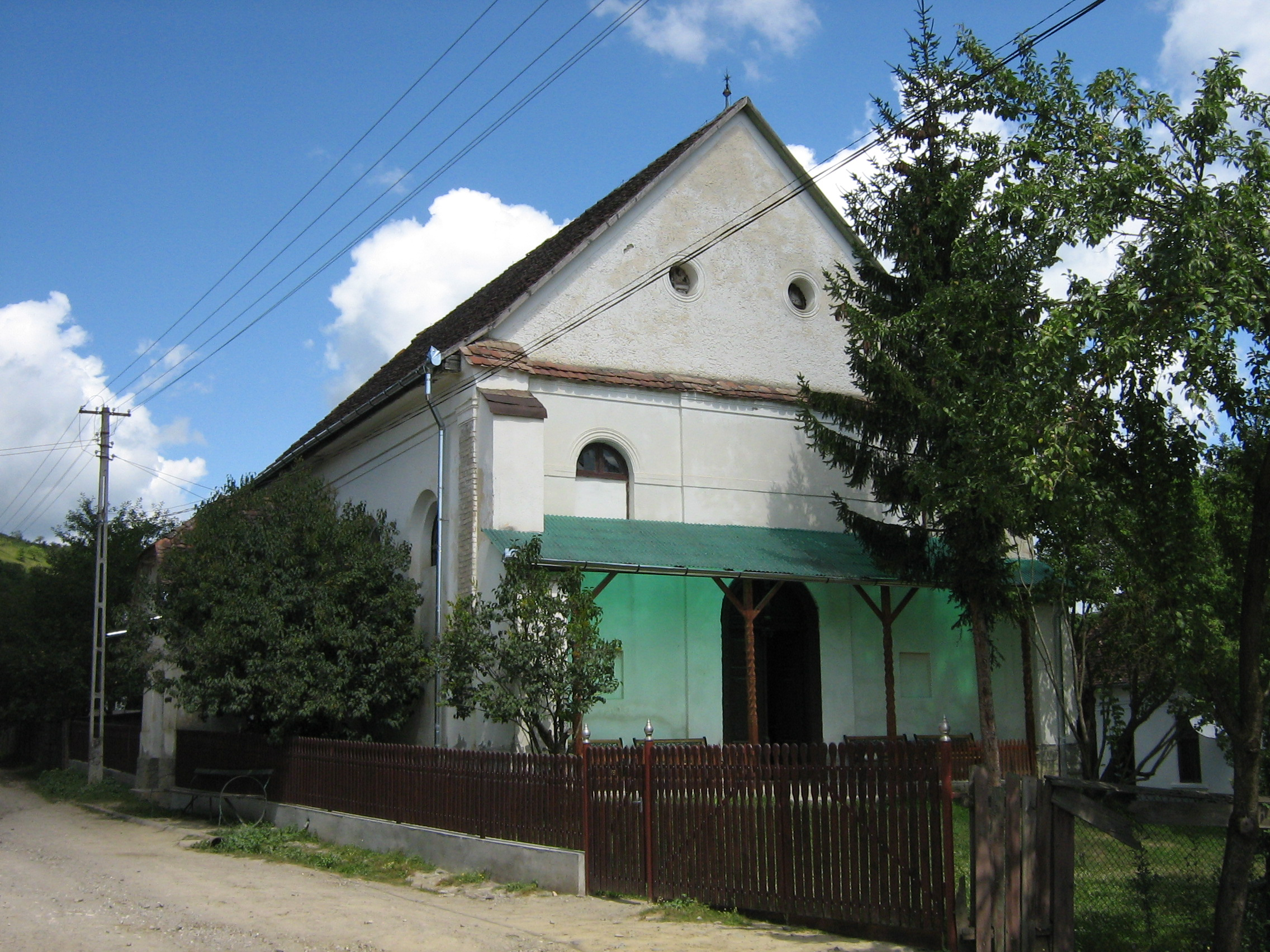

## Vezi și
- Abud, Mureș

## Galerie de imagini

### Interior

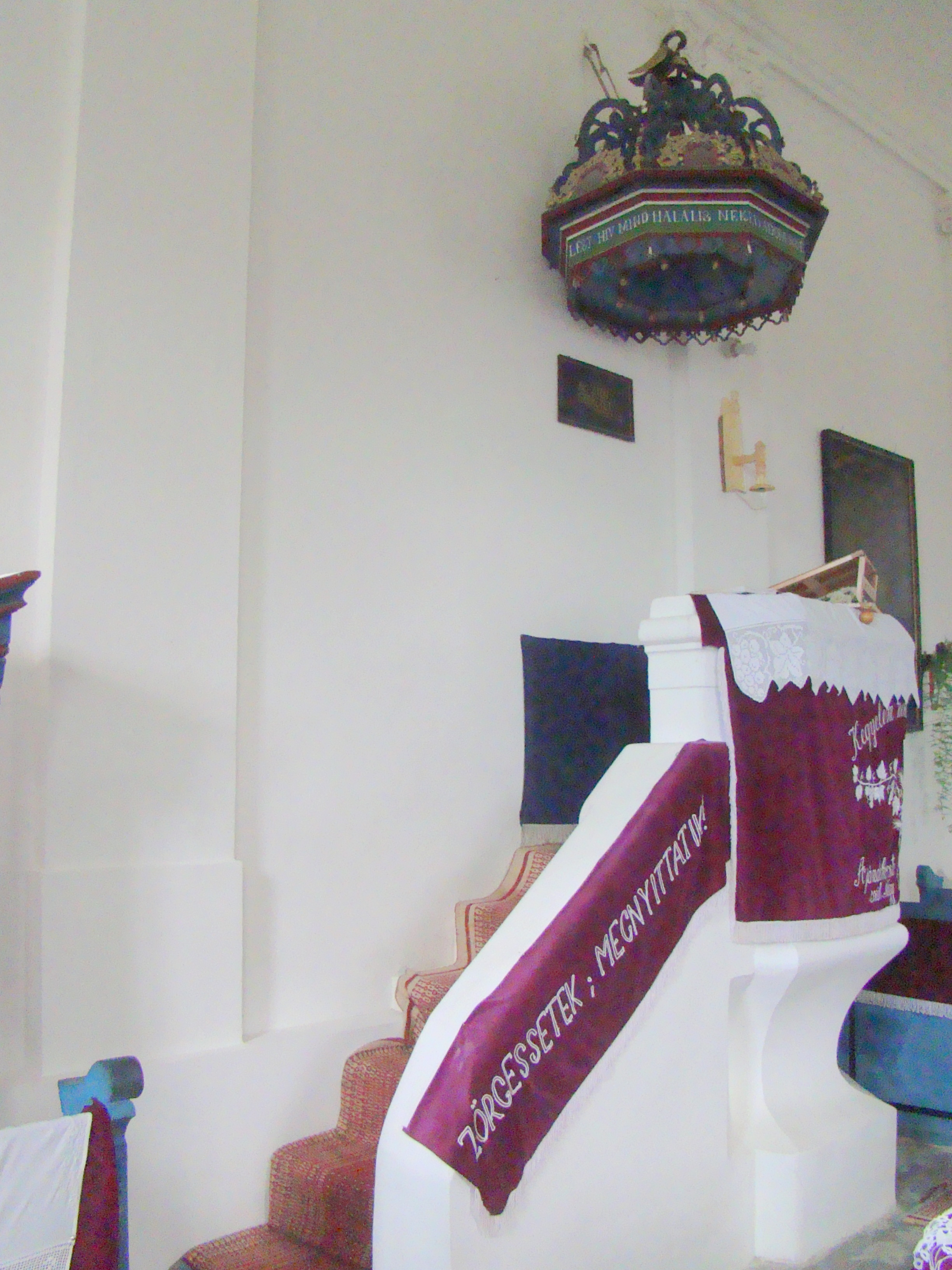
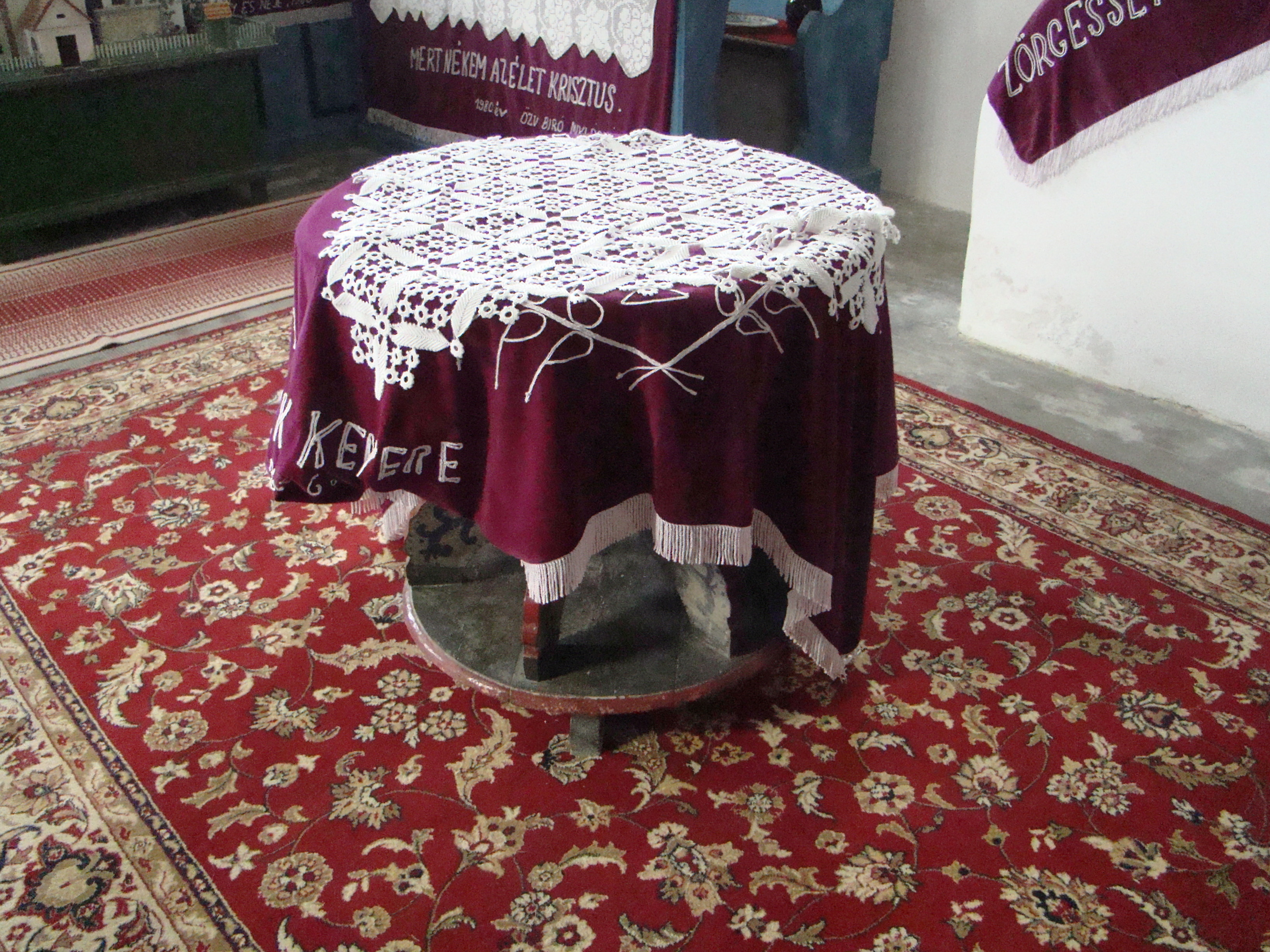
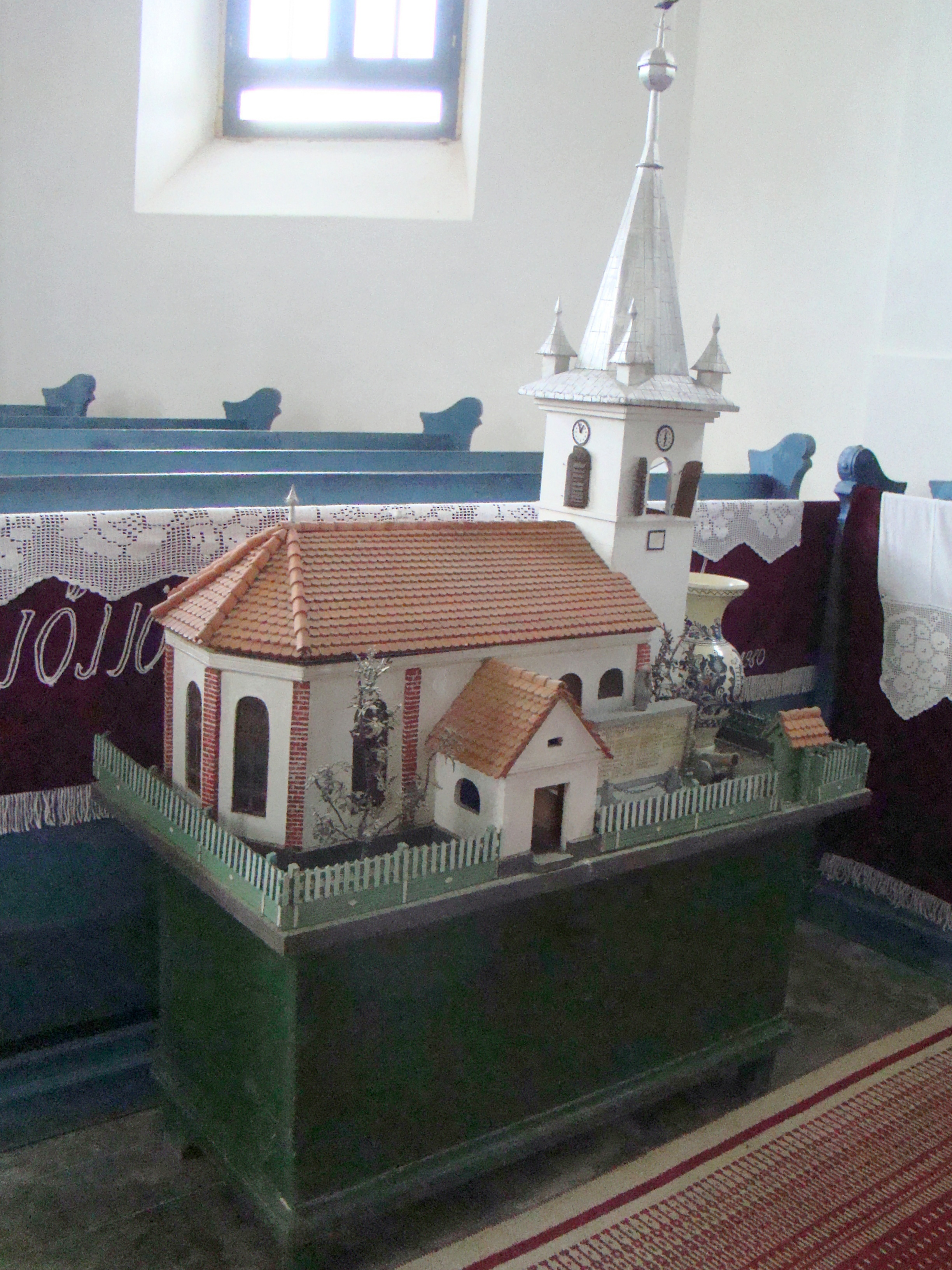
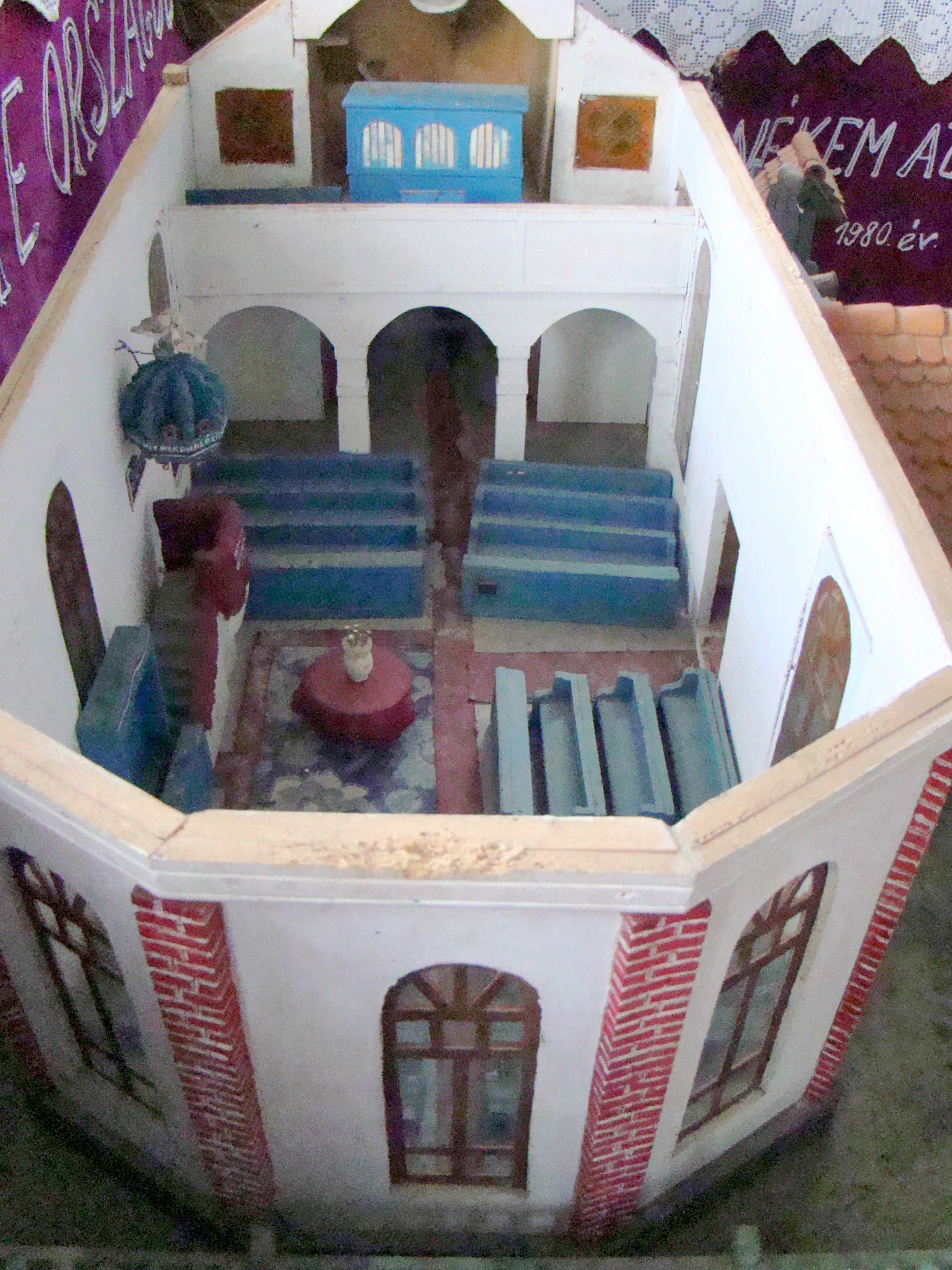
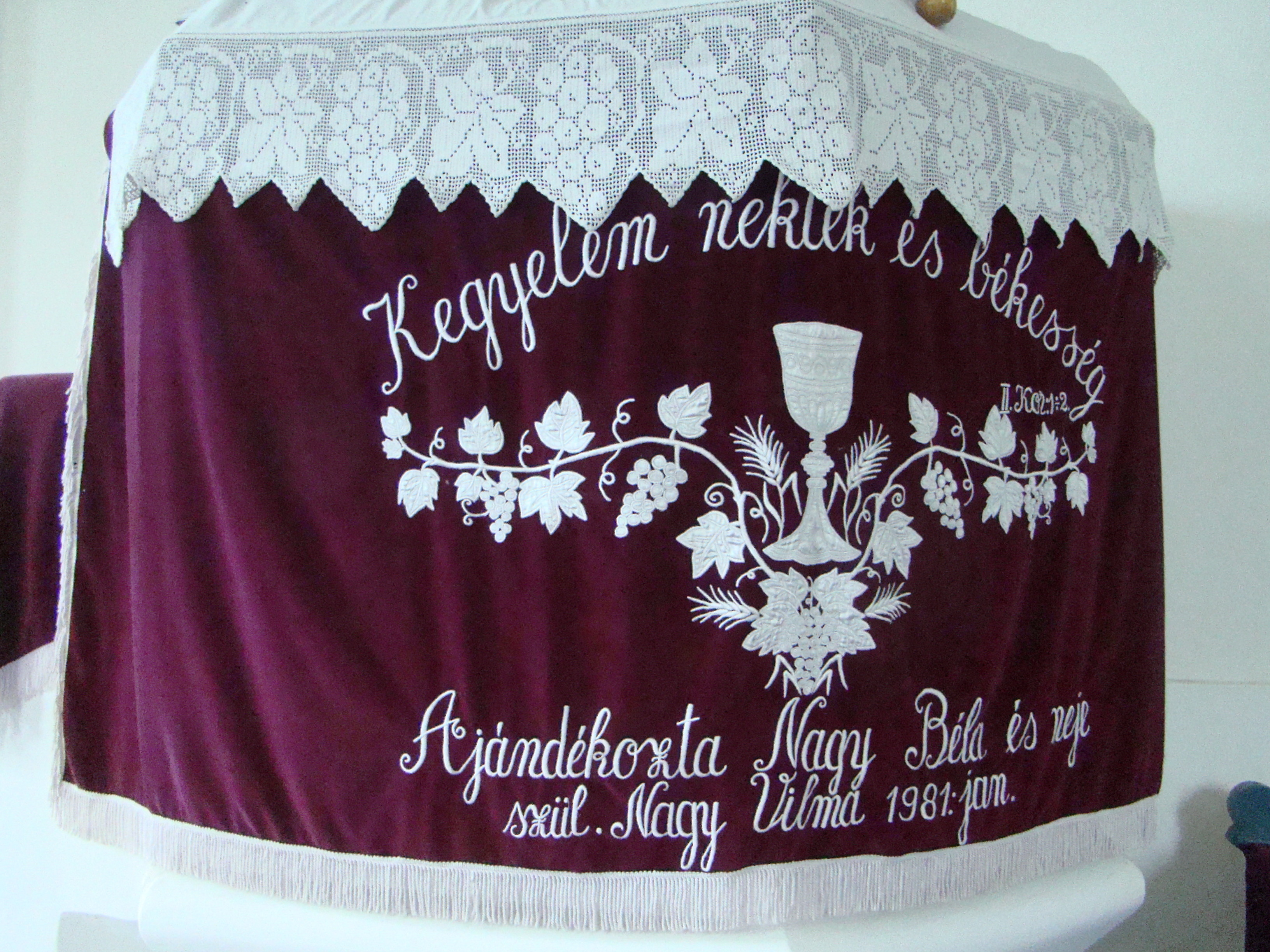
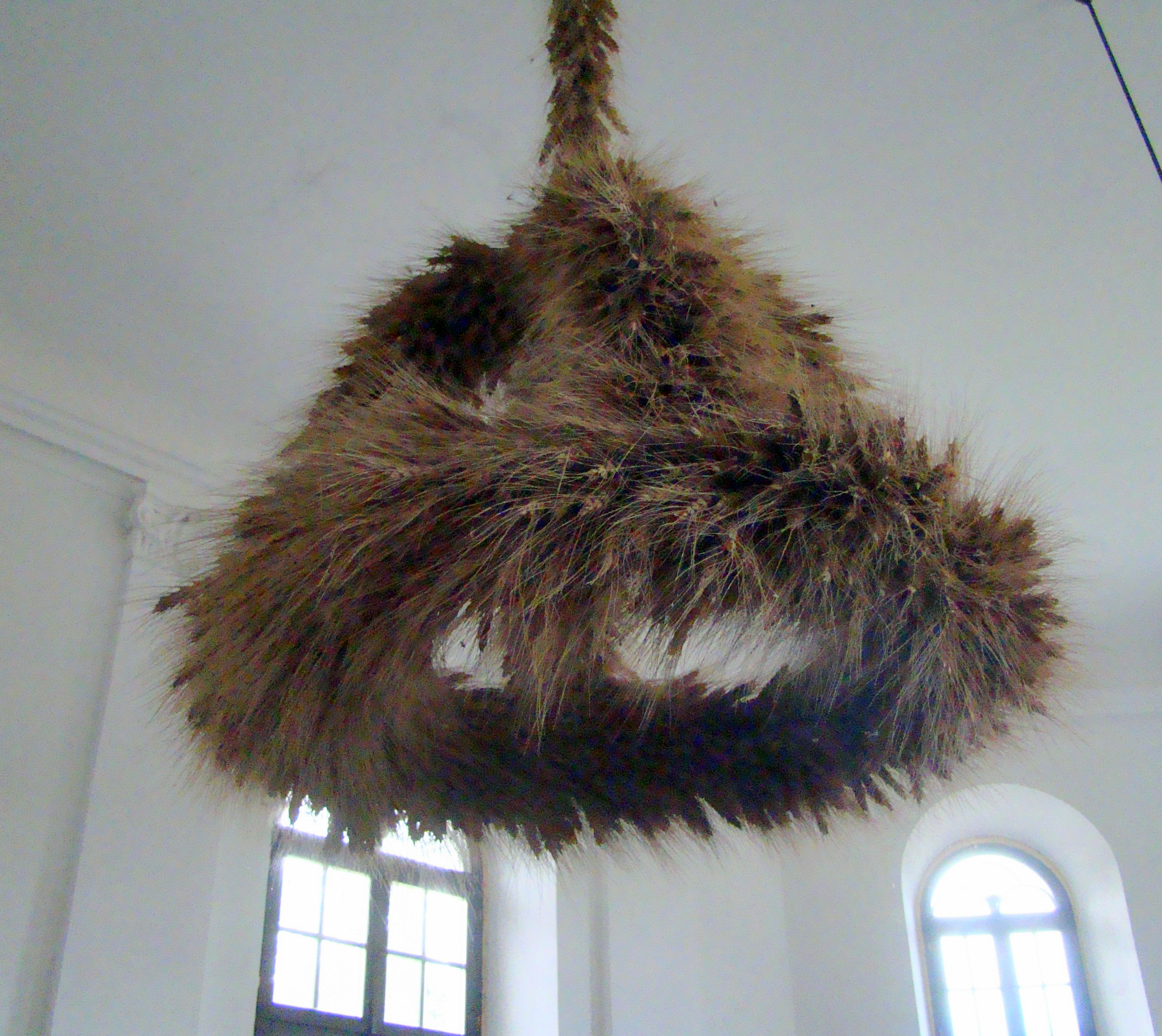
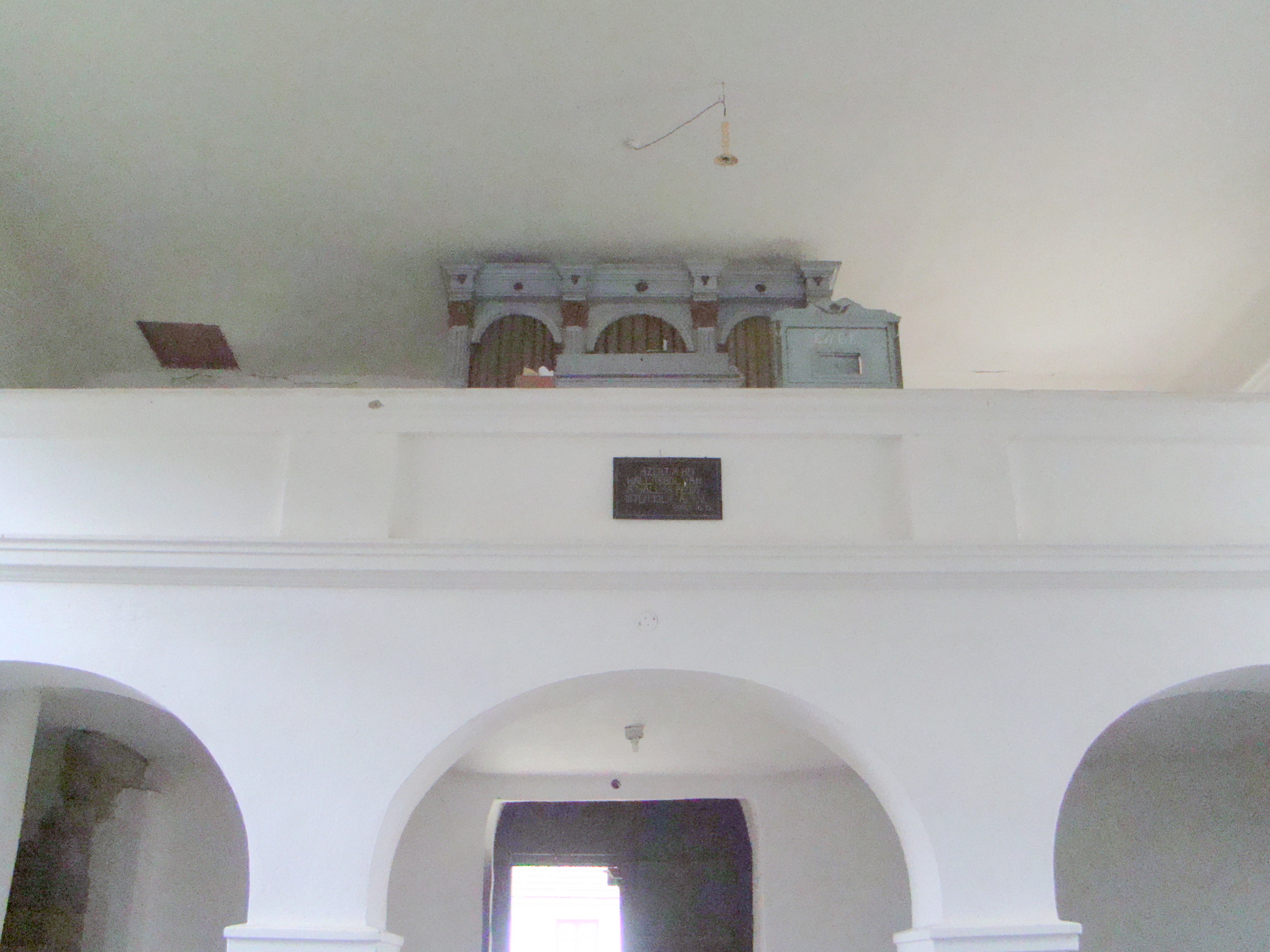
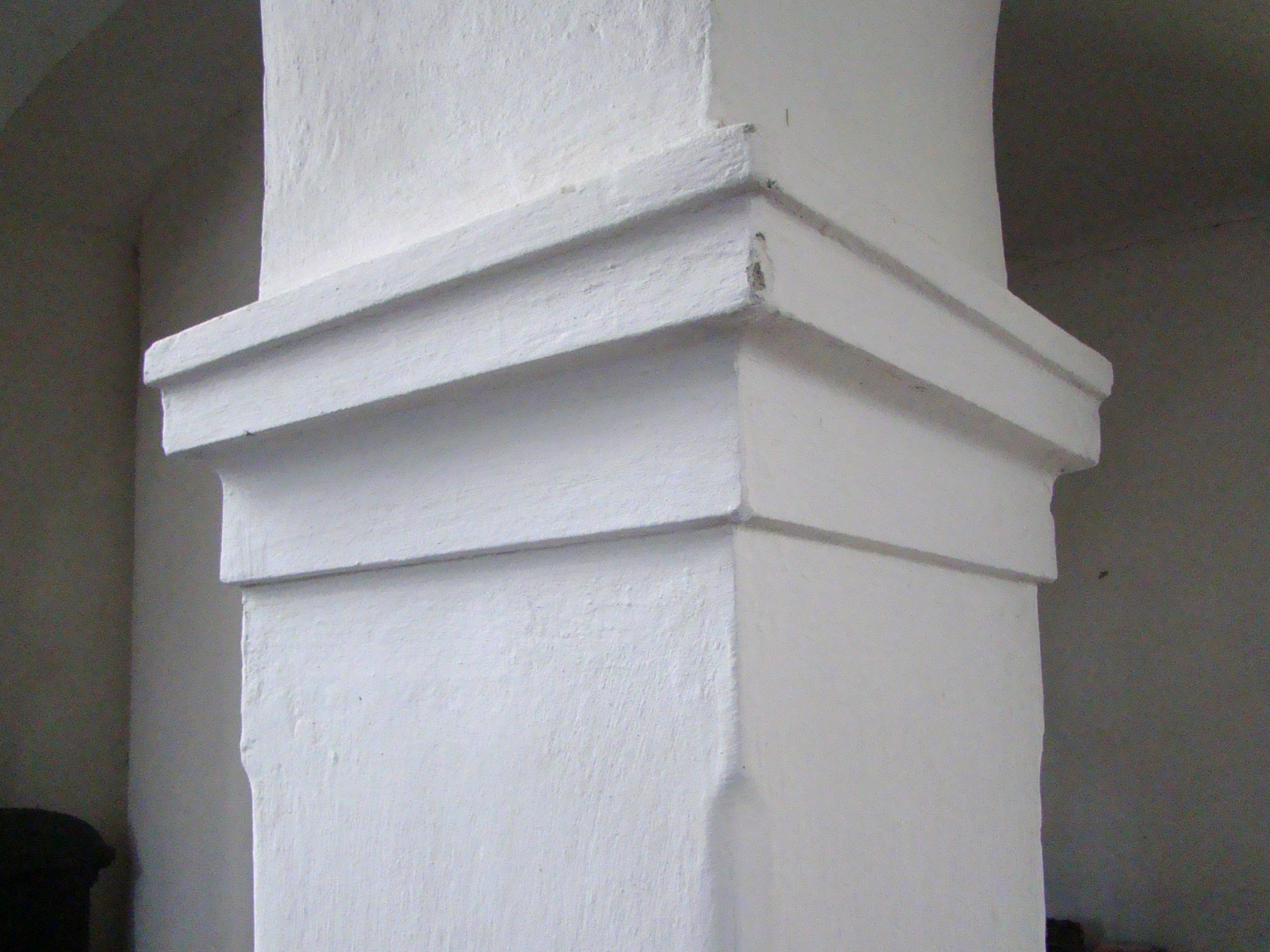
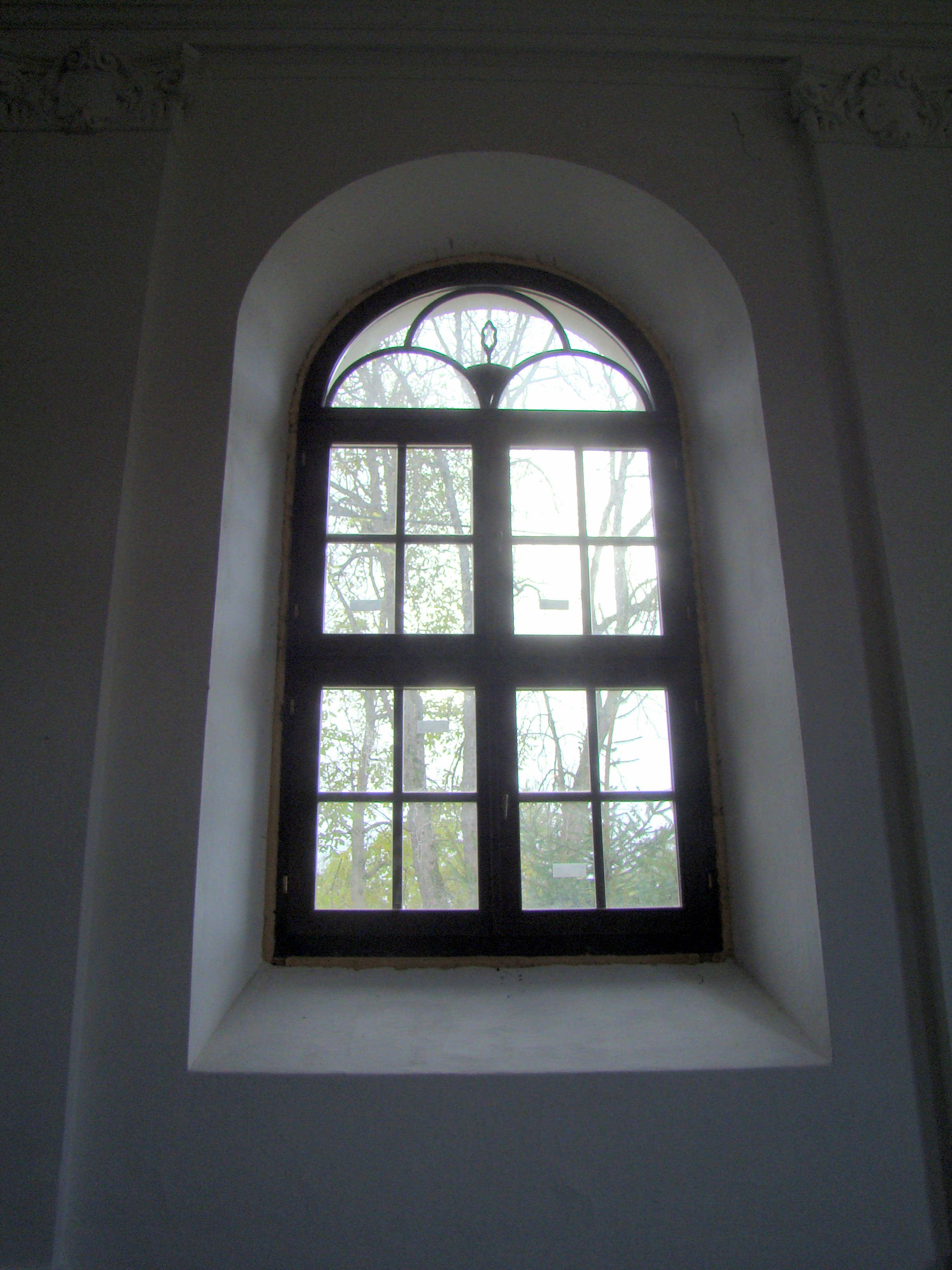
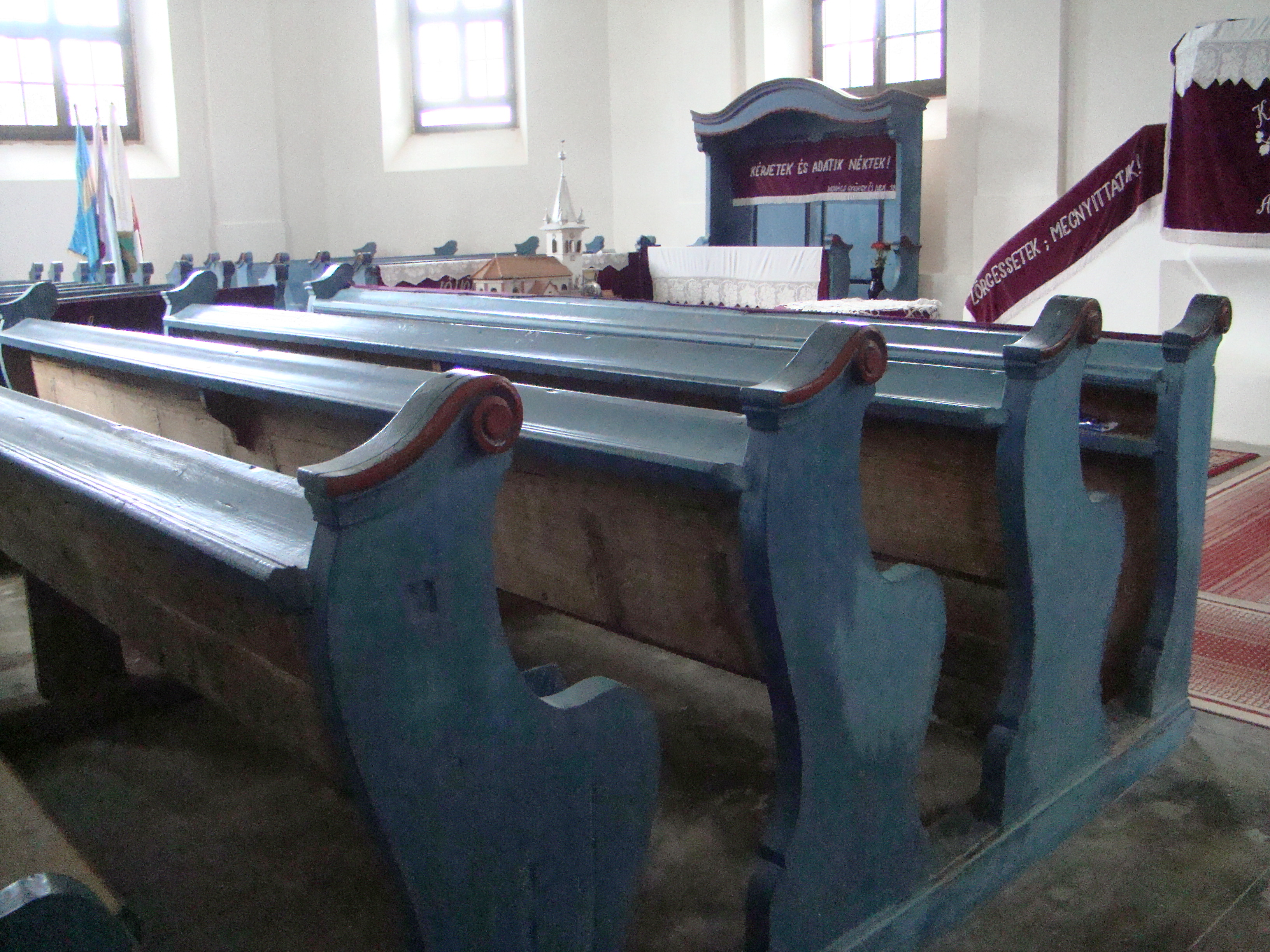
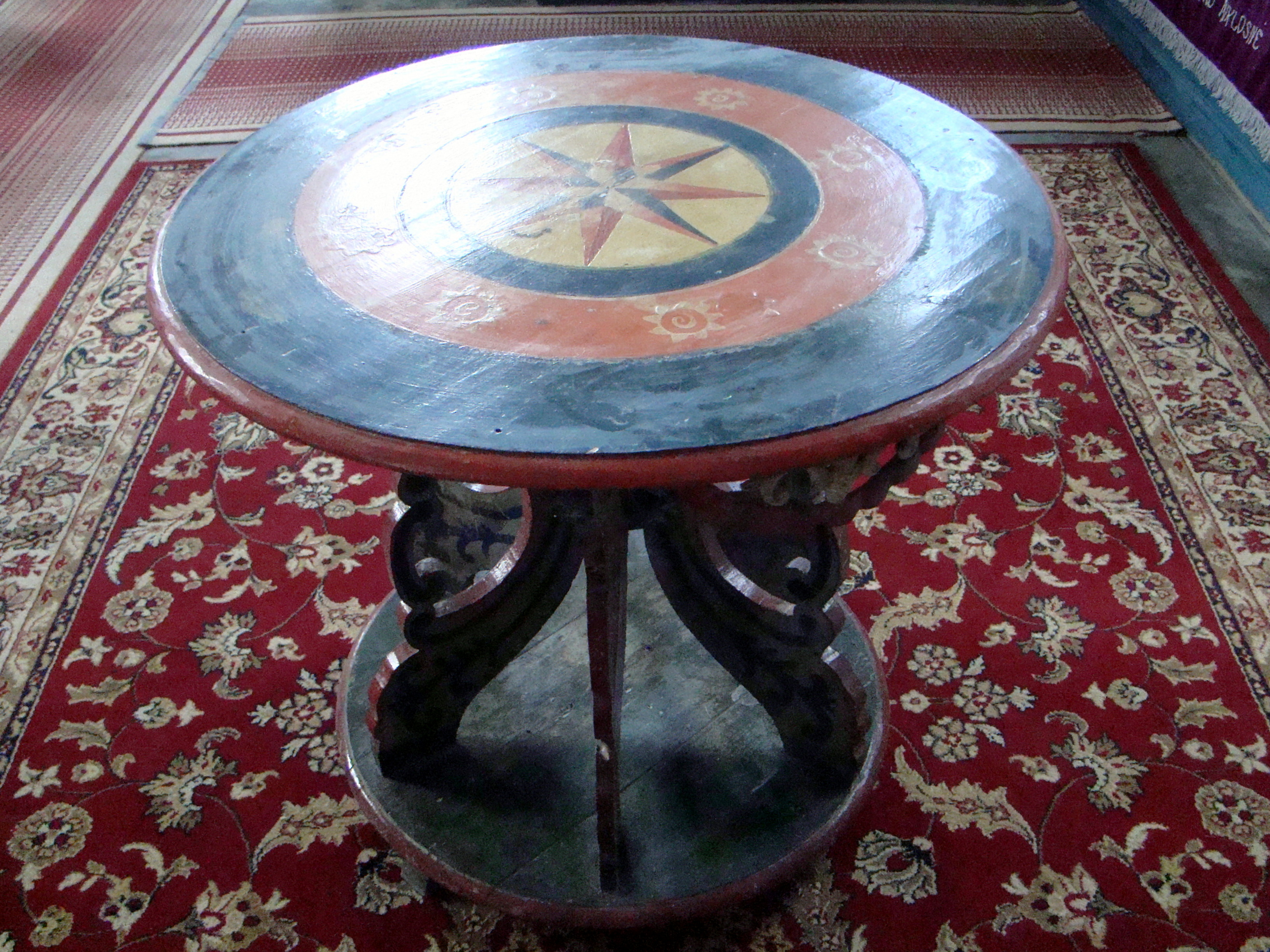
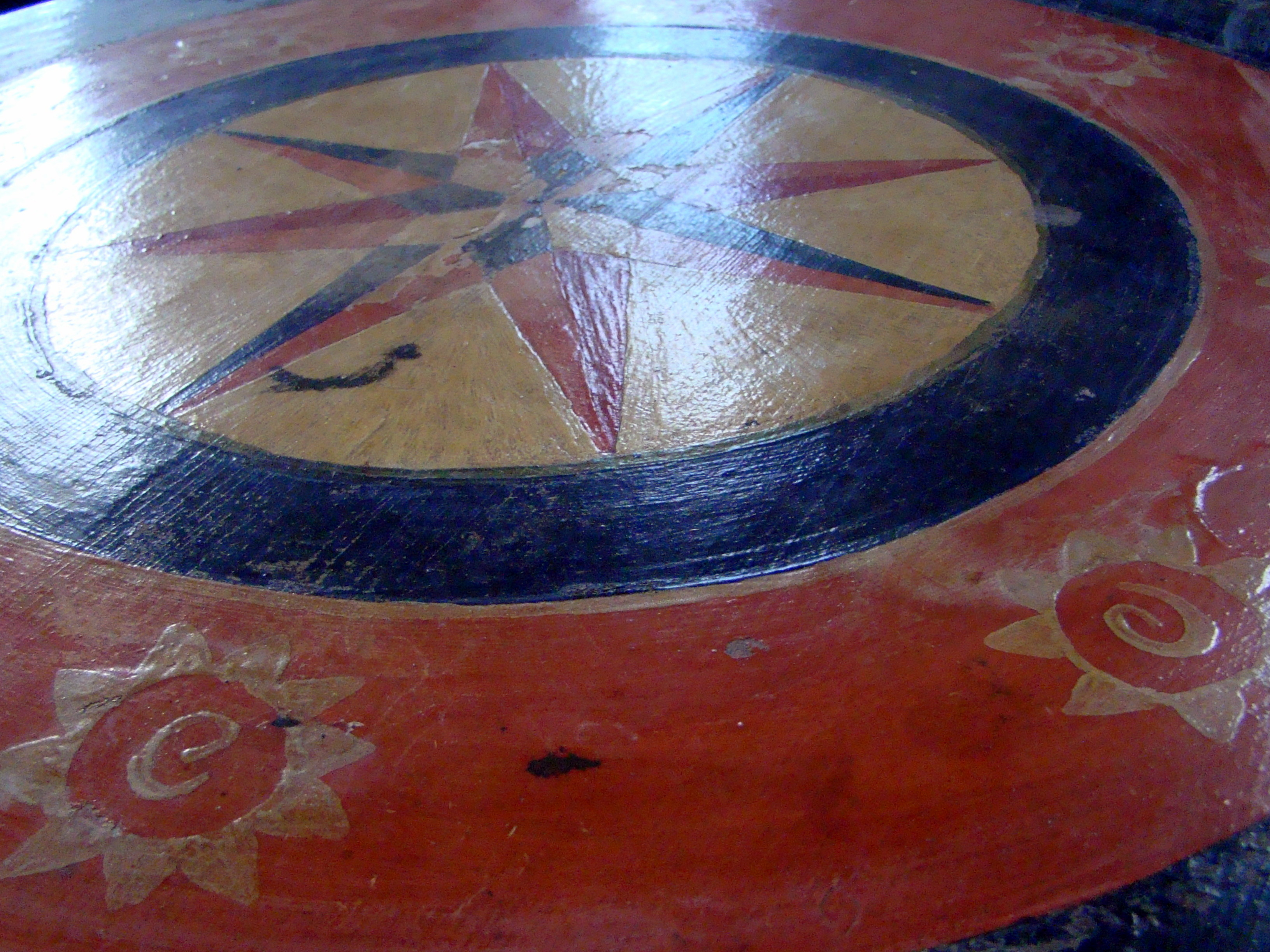
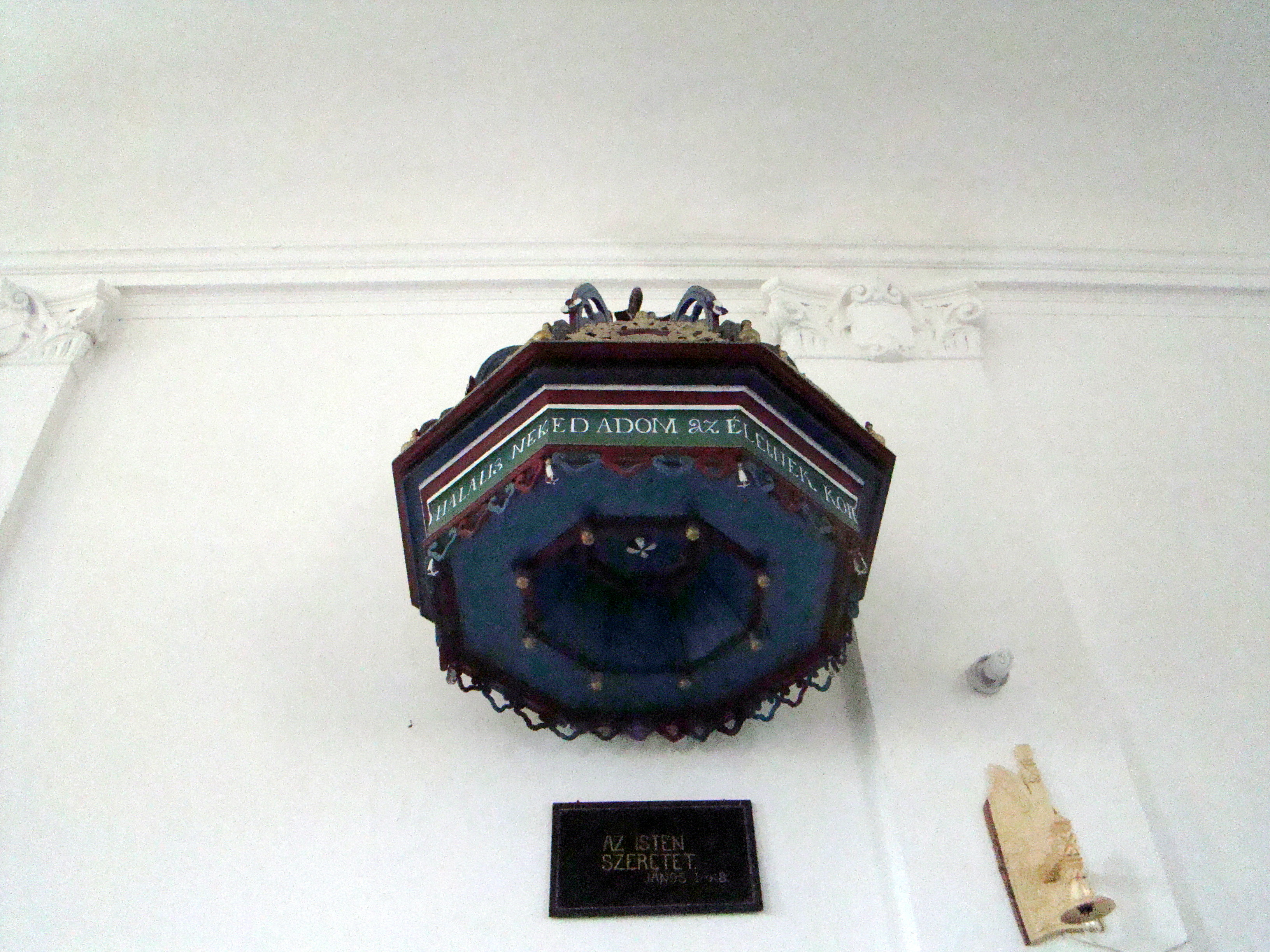
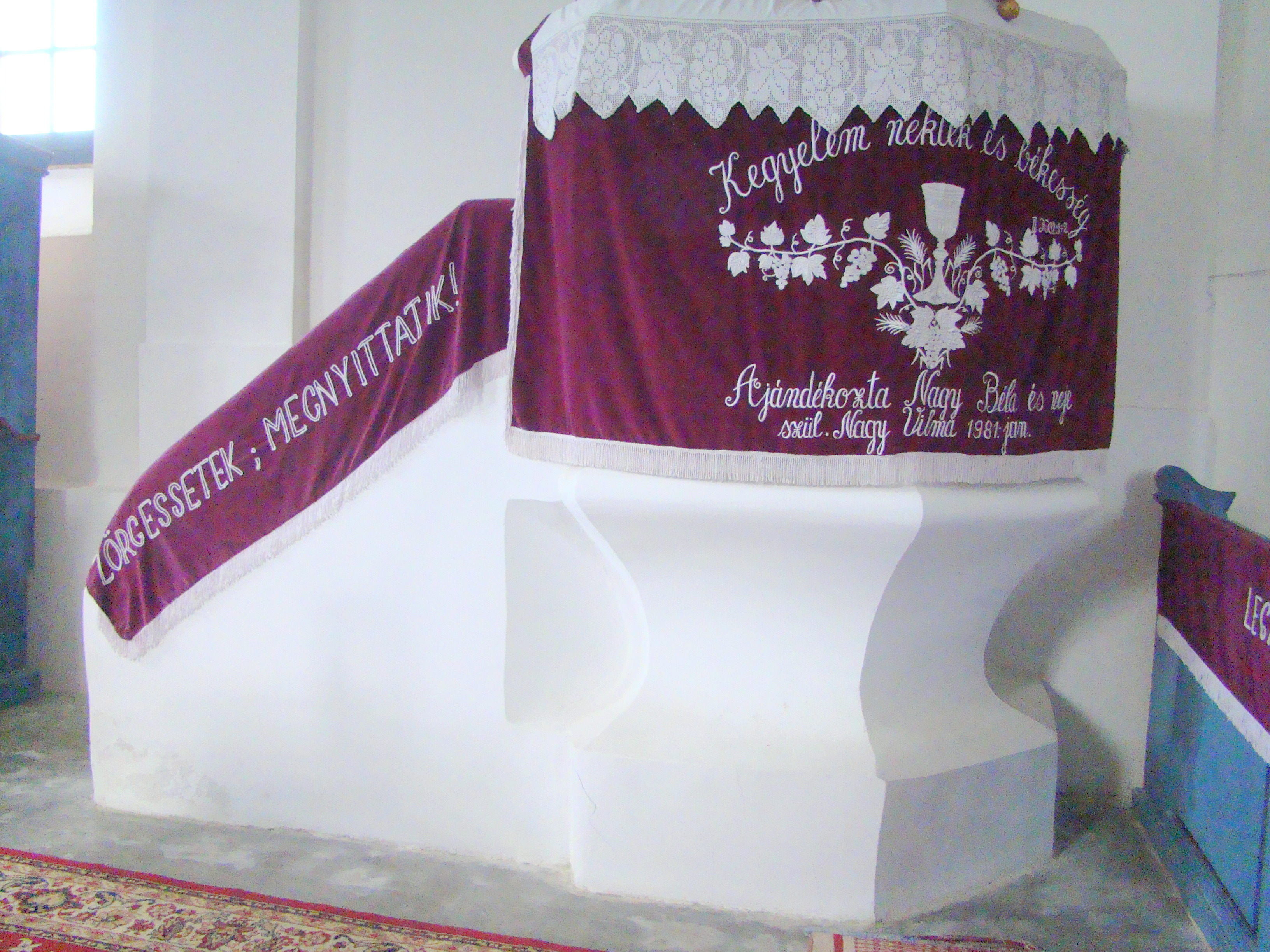
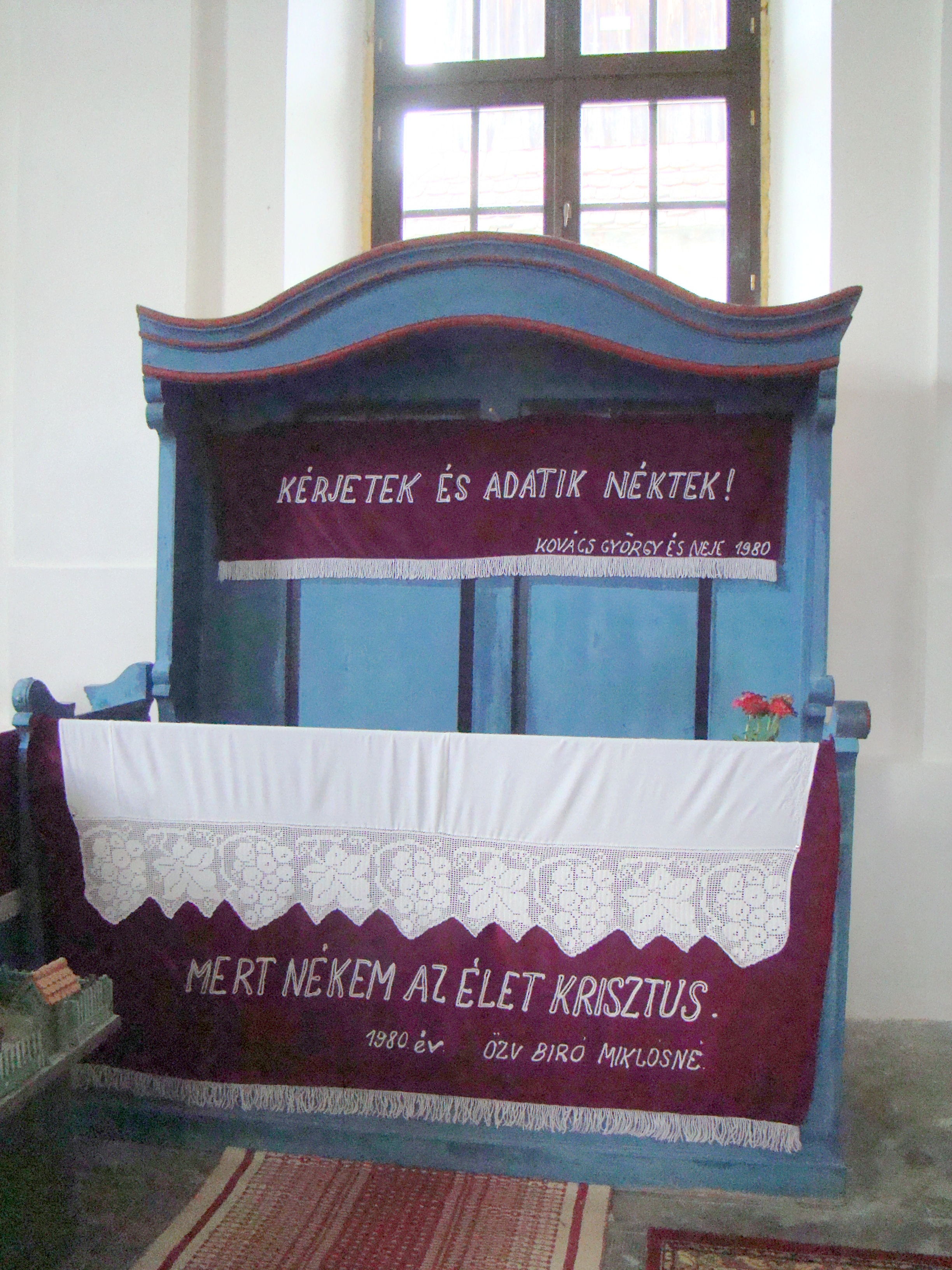
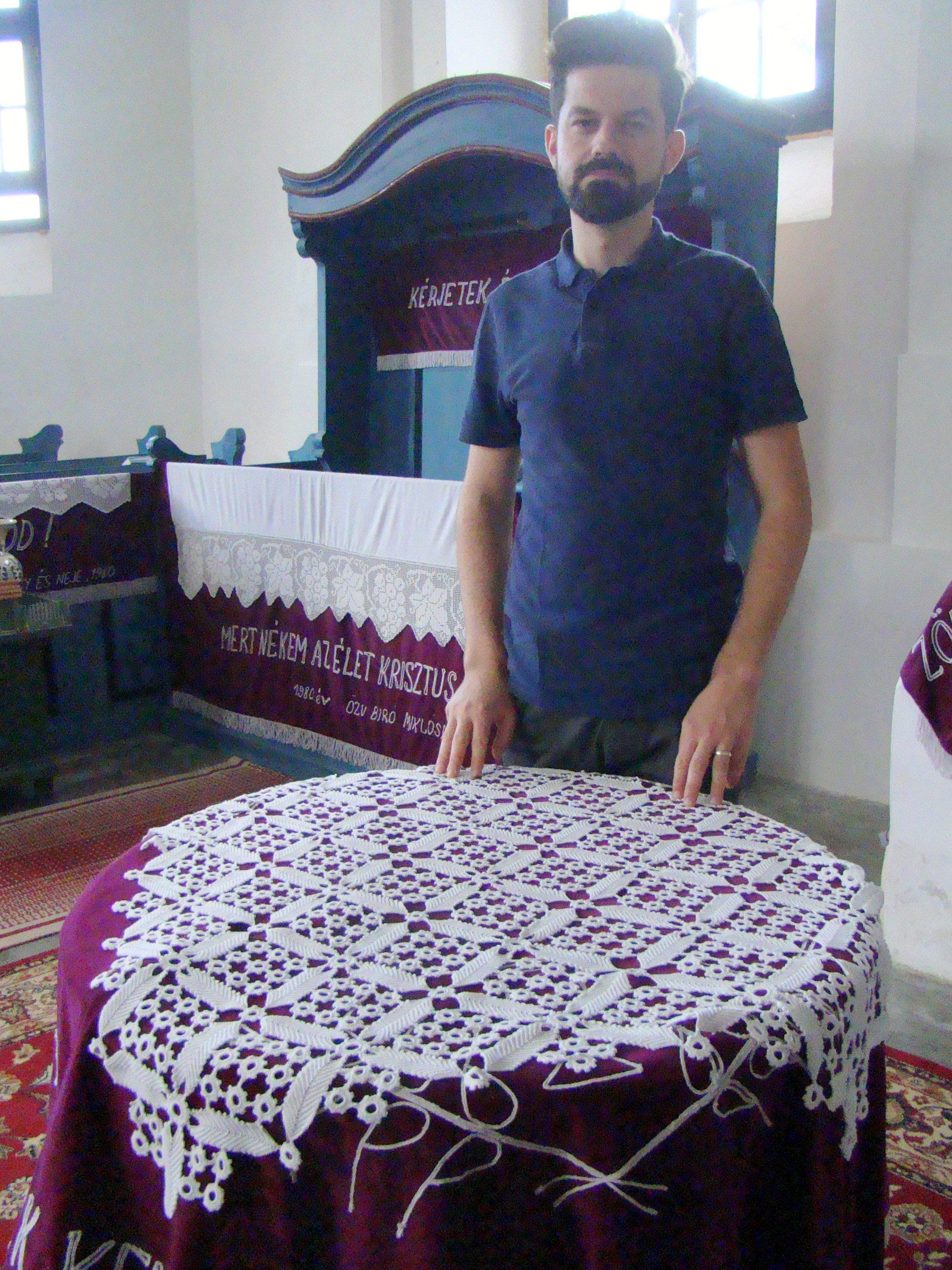
Pastorul reformat din satul Abud: Csalóka Ernő
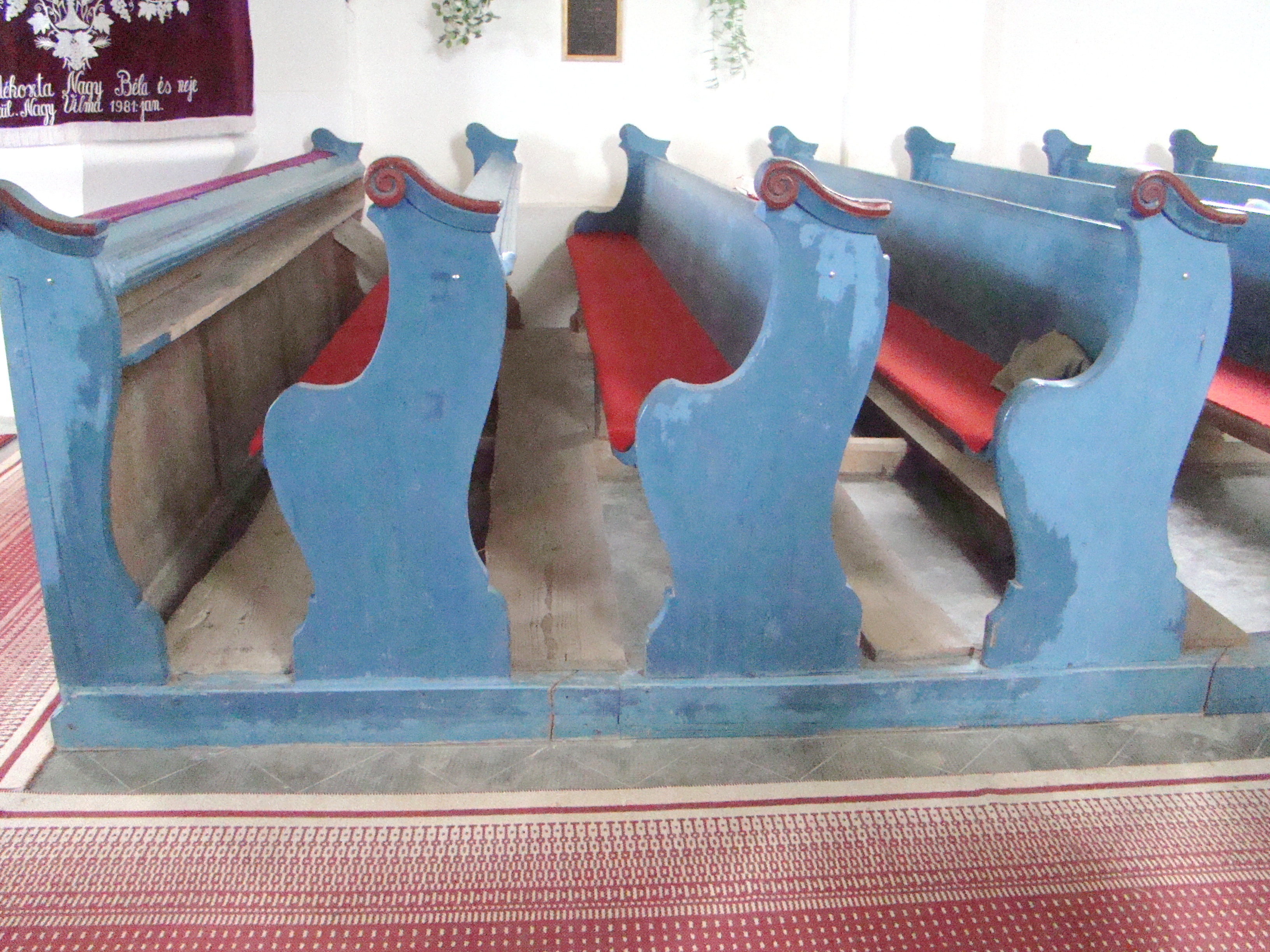
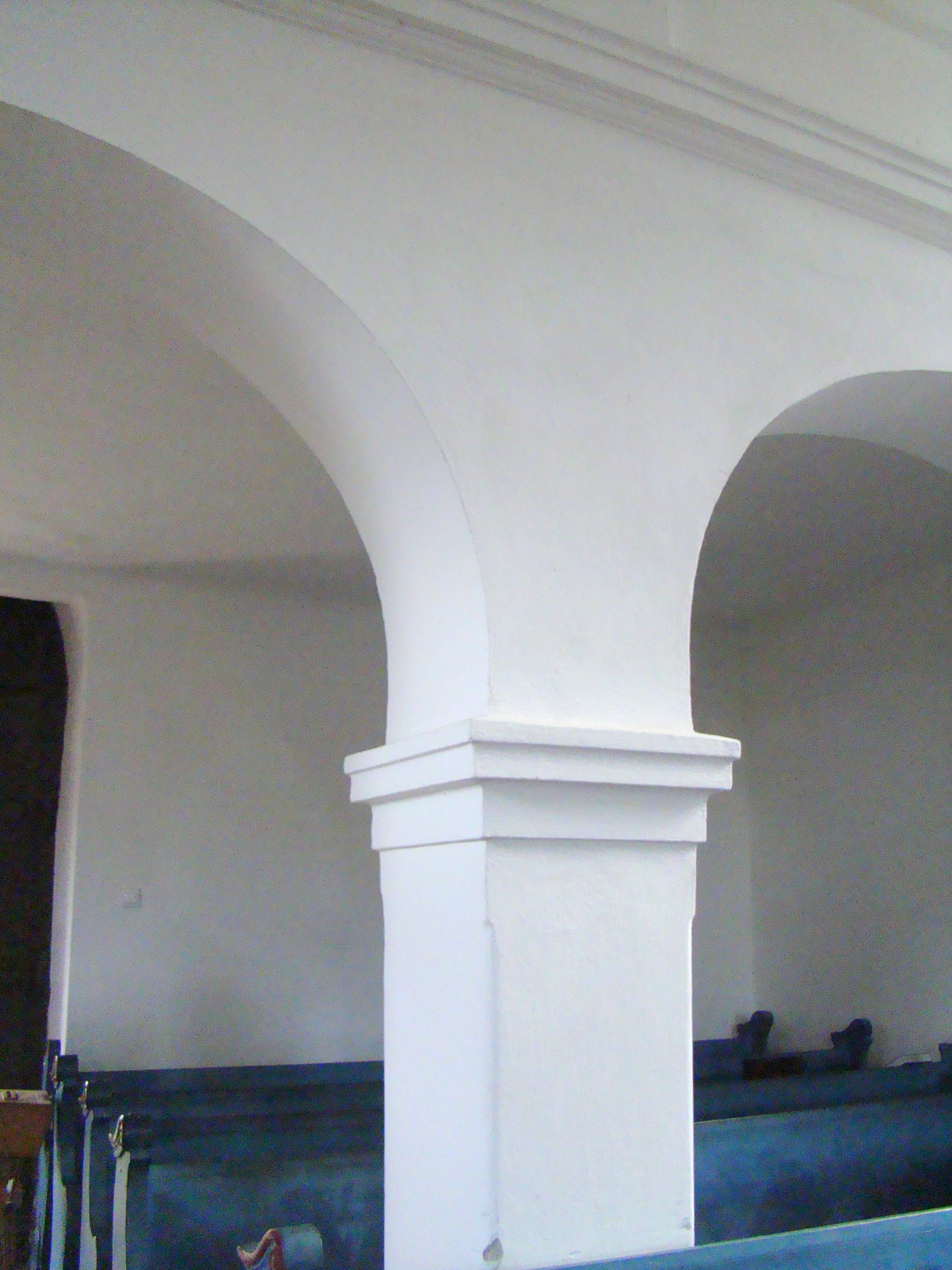
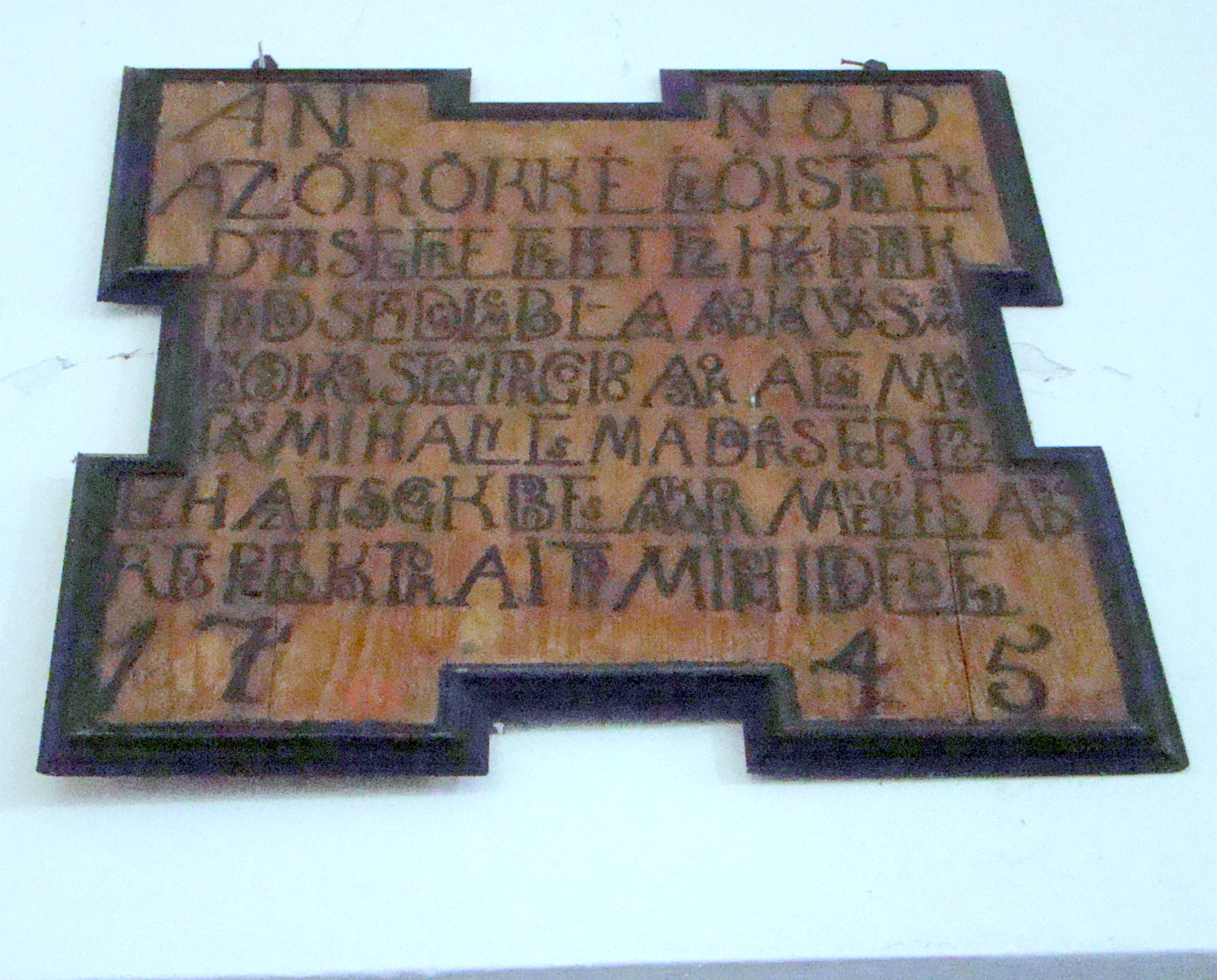
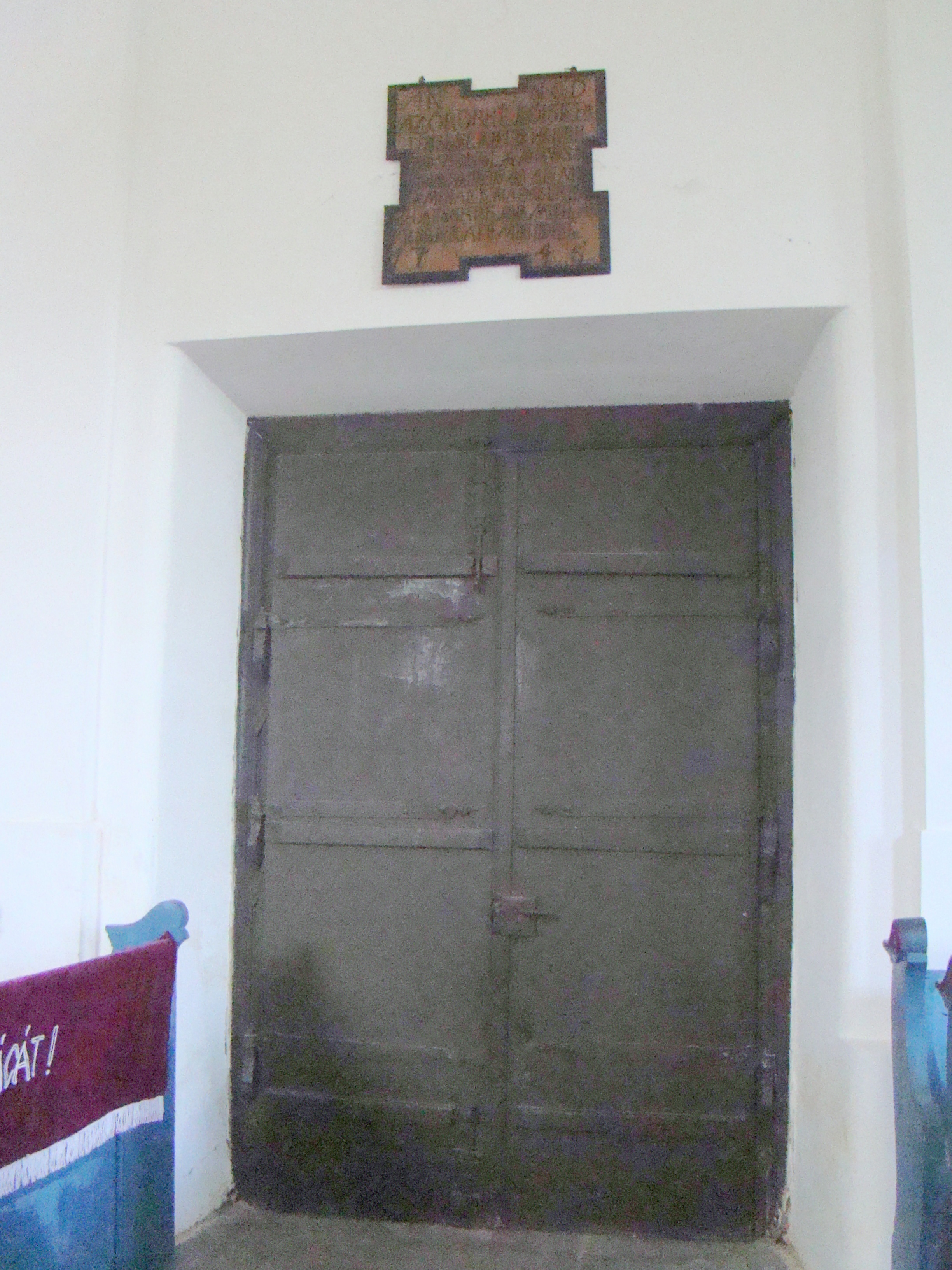